# Marcelo Salas
José Marcelo Salas Melinao (Temuco, 24 de diciembre de 1974), apodado el Matador, es un exfutbolista chileno, considerado el dentro de los mejores delanteros de la historia de Chile» y considerado dentro de 10 mejores futbolistas de todos los tiempos de su país. Destacó durante las décadas de 1990 y 2000 en clubes importantes como Universidad de Chile, River Plate, Lazio y Juventus. Fue capitán de la selección chilena, siendo, hasta 2017, el máximo goleador con la que marcó 45 goles, 37 de manera absoluta (4 en Copas del Mundo, 18 en procesos clasificatorios a Copas del Mundo y 15 en amistosos) y 8 con la selección olímpica.
La Federación Internacional de Historia y Estadística de Fútbol lo ubicó como el «31.º mejor jugador sudamericano del siglo XX», el «19.º mejor delantero sudamericano del siglo XX» y el «3.º mejor delantero sudamericano de la década de 1990» (integrando el podio junto a los brasileños Ronaldo y Romário). Fue considerado uno de los mejores futbolistas del mundo durante la segunda mitad de los años noventa y principios del siglo XXI. En 1997 ocupó el tercer lugar como el «mejor centrodelantero del mundo» (tras Ronaldo y Gabriel Batistuta) en el Premio RSS al mejor futbolista del año, en 1998 y 1999 fue el 5.⁰ mejor centrodelantero. Así mismo, en 1996 y 1997 fue el «mejor delantero de América», donde integró el Equipo Ideal de América, además fue condecorado como el «mejor futbolista sudamericano» del año 1997. En la Copa Mundial de Fútbol de 1998 fue incluido dentro de las «10 máximas figuras» del certamen. En 2013 fue escogido el «7.º mejor futbolista sudamericano zurdo de la historia» por la revista Bleacher Report. Además, fue elegido dentro de los «10 mejores goleadores de la historia del fútbol sudamericano» El año 2019 fue incluido dentro de los «50 grandes futbolistas Sudamericanos de todos los tiempos», ocupando el puesto 27.⁰.
Jugó profesionalmente entre 1993 y 2008, vistiendo las camisetas de Universidad de Chile en dos etapas, del club argentino River Plate (también en dos etapas, y donde consiguió el galardón de futbolista sudamericano del año 1997) y de los equipos italianos Lazio y Juventus de Turín. Con los biancocelesti tuvo el mérito de ser el goleador del equipo que ganó el campeonato italiano 1999-2000 (su segunda y hasta ahora última Serie A) con 12 goles, y anotar el único tanto de la Supercopa de Europa de 1999 donde vencieron a Manchester United. 
Es considerado (junto con Leonel Sánchez) el máximo ídolo en la historia de Universidad de Chile, el principal ídolo extranjero (junto a Enzo Francescoli) de River Plate de Argentina (integrando el once ideal histórico) y uno de los máximos ídolos de la Lazio de Italia. Además de ser uno de los máximos ídolos y referentes de la selección chilena de fútbol. 
Su carrera en la selección nacional se vio coronada con la participación en la Copa Mundial de Fútbol de 1998, donde anotó cuatro goles, y en la fase clasificatoria previa, donde convirtió once anotaciones formando la dupla conocida como «Sa-Za» con Iván Zamorano. En 1997 anotó dos tripletes: uno a Colombia y otro a Perú —este último partido fue de mucha importancia para ambas selecciones, puesto que el triunfo chileno significaba la clasificación al mundial después de su última participación en la Copa Mundial de Fútbol de 1982, al igual que para el combinado peruano; la actuación de Salas permitió el triunfo chileno 4-0 y su regreso al mundial. 
Entre los años 1996 y 2001, fue considerado uno de los mejores delanteros del mundo por la prensa mundial especializada, comparado constantemente con los delanteros Ronaldo y Gabriel Batistuta. Además, un par de veces las comparaciones fueron con Diego Maradona, Pelé y Gerd Müller. Tras el partido entre las selecciones de Inglaterra y Chile en el Estadio de Wembley donde Salas anotó los dos goles del triunfo, la prensa inglesa tituló: "Ole, Ole, Ole... Salas es el nuevo Diego Maradona" y tras los dos goles marcados en el primer partido de la Copa Mundial de Fútbol de 1998 frente a la selección de Italia, la prensa española tituló: "Su cabezazo en la pugna con Cannavaro recordó de alguna manera el memorable salto de Pelé sobre Burgnich en la final del Mundial de 1970".
El 16 de diciembre de 1998, integró la selección resto del mundo en partido jugado en el Estadio Olímpico de Roma frente a la selección de fútbol de Italia, en celebración del centenario del Calcio italiano. Salas ingresó en la segunda fracción, reemplazando a Gabriel Batistuta.
Su despedida oficial tuvo lugar el 2 de junio de 2009 en un partido de homenaje celebrado en el Estadio Nacional de Chile, ante 70 mil espectadores.
Actualmente, tras su retiro como futbolista, ha seguido como empresario ligado al fútbol, siendo desde mayo de 2013 el presidente de Deportes Temuco (club que en dicha fecha absorbió a Unión Temuco, de su propiedad desde 2008 hasta abril de 2013).

## Trayectoria

### Debut en Universidad de Chile
Jugó por el cuadro amateur del Santos de Temuco, además de ser cadete de Deportes Temuco hasta marzo de 1990, cuando se trasladó a Santiago a las inferiores de Universidad de Chile, recomendado por el director técnico Salvador Biondi, que lo vio jugar en un cuadrangular amistoso con la camiseta de Temuco. Es el tercer goleador en etapas formativas del club Universidad de Chile junto a Omar Díaz con 118 conquistas en 8 torneos disputados, atrás de Leonel Sánchez y Jorge Socías. Debutó profesionalmente el 10 de abril de 1993, con triunfo 1-0 de la «U» en un partido válido por la Copa Chile ante Colchagua. Su primer gol profesional lo convirtió el 2 de enero de 1994, en una derrota ante Cobreloa en Calama, por la 29.ª fecha del Campeonato Nacional de 1993.
Para el siguiente año, en la Copa Chile 1994 era requisito el alinear un jugador sub-20, siendo los elegidos por el director técnico Arturo Salah para esos minutos Juan Silva, David Reyes y Salas. Para el primer partido, de visita ante Colo Colo, Silva se lesionó, por lo que Salas fue el elegido, partido en el que fue víctima del penal que significó el gol del empate para el cuadro azul. Luego vinieron goles ante Santiago Wanderers, Unión Española y Unión San Felipe. Finalmente, se consolida en el partido ante Colo Colo en el Estadio Nacional, en donde realiza un hat-trick en la victoria por 4-1. Sus grandes actuaciones hicieron que rápidamente la afición universitaria le diera el apodo de "Matador" debido a su sangre fría a la hora de definir, inspirados además en la canción homónima del grupo musical argentino Los Fabulosos Cadillacs, que en esa época estaba de moda en Latinoamérica. Asimismo, fue en esta época cuando patentó su particular forma de celebrar los goles: hincaba una pierna, agachaba la cabeza, estiraba su brazo derecho y apuntaba con el dedo índice hacia el cielo, inspirada en la clásica celebración del futbolista español José Emilio Amavisca.
En el cuadro azul logró dos títulos luego de 25 años de sequía del club: el Campeonato Nacional del año 1994 y el Campeonato Nacional del año 1995, siendo pieza fundamental en el ataque del equipo de la Universidad de Chile, al ser el máximo goleador en ambas temporadas (27 y 17 goles respectivamente).
En tres temporadas dejó en claro su calidad goleadora, convirtiendo 76 goles. El 13 de marzo de 1996 completó 100 partidos con la camiseta de la Universidad de Chile.
Además, en dicha temporada alcanza a jugar las semifinales de la Copa Libertadores, donde Universidad de Chile (por entonces dirigida por Miguel Ángel Russo) fue eliminada de manera polémica por River Plate en el estadio Monumental de la ciudad de Buenos Aires.
Más tarde, las grandes actuaciones en la Universidad de Chile y en la selección chilena atrajo a varios clubes extranjeros, entre ellos Unión Deportiva Las Palmas, Boca Juniors y River Plate.

### Salto a River Plate
Esto fue suficiente para que el mismo River Plate y Boca Juniors, equipos argentinos rivales entre sí, se interesaran en él. Tras el mismo Salas rechazar un préstamo al cuadro boquense, el cuadro millonario finalmente adquirió su carta en US$ 3.600.000, cifra inédita por un delantero chileno.
Su traspaso no fue en vano. El 30 de septiembre de 1996 anota su primer gol con la camiseta de River Plate en el clásico ante Boca Juniors en el estadio La Bombonera.
En River Plate (por entonces dirigido por Ramón Díaz) logró tres campeonatos argentinos siendo la principal figura: el Apertura 1996 (donde anotó dos goles en el triunfo 3-0 sobre Vélez Sarsfield que lo consagró campeón), Clausura 1997 y el Apertura 1997 (marcando el gol del título frente a Argentinos Juniors), más la Supercopa Sudamericana donde marcó los 2 goles en la final contra el São Paulo que le dio la copa al club millonario. Además, fue elegido el Mejor Futbolista de la temporada en Argentina y Futbolista sudamericano del año en 1997, superando al peruano Nolberto Solano y al paraguayo José Luis Chilavert. El equipo argentino tasó su pase en US$ 30 000.000 a la vista del interés del club inglés, el Manchester United (el entrenador Alex Ferguson quería un jugador con las características de Ronaldo y Marcelo Salas para reemplazar el retiro de Éric Cantona, Ferguson viajó 14.000 millas para fichar a Salas, pero River Plate se negó a venderlo), el cuadro italiano del Parma y el español Deportivo La Coruña por contratarlo.

### Trayectoria en Italia
El 1 de febrero de 1998, fichó por la Lazio de Italia, que pagó la cifra de € 17.500.000 (US$ 20.500.000, donde la transferencia total involucró cerca de US$ 55 millones). Siendo, la cuarta mayor transferencia de la historia en ese momento, después de Ronaldo, Rivaldo y Denílson (al Inter de Milán de Italia, Barcelona y Betis de España, respectivamente). Donde tendría como compañeros de equipo a Pavel Nedvěd, Dejan Stanković, Alessandro Nesta, Christian Vieri, entre otras figuras, conformando uno de los mejores equipos en la historia de este club (siendo dirigido por el famoso entrenador sueco Sven-Göran Eriksson). Debuta por la Lazio el 12 de agosto de 1998 contra el entonces actual campeón de la UEFA Champions League 
el Real Madrid de España, donde marcó el gol del triunfo momentáneo 2-1 por el Trofeo Teresa Herrera. Su debut oficial es por la Supercopa de Italia en el triunfo 2-1 sobre la Juventus, el 29 de agosto de 1998, donde se consagró campeón. Con Salas en el equipo, los éxitos en el fútbol italiano volvieron para el conjunto de la capital italiana, después de 25 años, la Lazio se adjudica la Supercopa Italiana del año 1998 y 2000; la Serie A en la temporada 1999-00 siendo Salas el goleador del equipo (con 12 anotaciones); la Recopa de Europa en el año 1999 donde fue el goleador del club (con 4 tantos); y la Supercopa de Europa de 1999 con un gol del Matador al Manchester United.
Salas rápidamente se convirtió en ídolo de los tifosi de la Lazio, donde le dedicaban cánticos, el más tradicional era: "Matador, Matador, che ce frega de Ronaldo noi c'avemo er Matador" (Matador, Matador, que nos importa Ronaldo si tenemos al Matador).
Después de rechazar ofertas sobre los US $ 30 000.000, de clubes tan importantes como: Manchester United, Chelsea, Arsenal, Liverpool, Barcelona, Parma, AC Milán e Inter de Milán. estuvo en negociaciones con el Real Madrid para convertirse, junto con Zinedine Zidane, en uno de los dos grandes fichajes merengues del año 2001. Sin embargo, el traspaso fracasó, en gran parte debido a la exorbitante suma que el club español invirtió en el fichaje de Zidane. Finalmente, ese mismo año firmó por la Juventus, tras pagar el club € 25.000.000 (US$ 28.500.000) por él, la que en su momento fue la transferencia más cara de un jugador chileno. 
En la Juve compartió camarín con jugadores de clase mundial como Gianluigi Buffon, Lilian Thuram, Pavel Nedved (excompañero suyo en la Lazio), David Trezeguet, Edgar Davids y Alessandro Del Piero, entre otros. Sin embargo, su estancia en Turín se truncó debido a una rotura de ligamentos en la rodilla derecha ante el Bolonia FC en un partido válido por la Serie A, pero eso no evitó que marcara goles importantes por la Vecchia Signora. Su equipo ganó nuevamente la Serie A, en la temporada 2001-02 y 2002-03, también se adjudicó la Supercopa de Italia en el año 2002 y 2003 y alcanzó la final de la Liga de Campeones 2003. En este torneo, Salas participó en solo 4 partidos y anotó un gol ante el Dinamo de Kiev, donde la Juventus ganó por 2-1.

### Retorno a River Plate
Luego de que Juventus intentase infructuosamente traspasarlo a diversos clubes, entre ellos Manchester United, Chelsea, Liverpool, Barcelona, AC Milán, y el Sporting de Lisboa (a cambio del pase de un joven Cristiano Ronaldo), finalmente en 2003 retornó a Sudamérica, en gran parte debido al divorcio con su exesposa y para estar cerca de sus hijas que vivían en Chile, regresando en calidad de préstamo a River Plate (por entonces dirigido por su compatriota Manuel Pellegrini).
Tras su retorno al cuadro millonario, la tradicional hinchada Los Borrachos del Tablón, sacó afiches y estampitas-fixture con la imagen de "San Matador" en alusión a Salas Así mismo, le dedicaron cánticos que decía: "Miren, miren que locura, miren, miren que emoción, ese es el chileno Salas que volvió a River para ser campeón"
Participó en la Copa Sudamericana de ese año, pero no pudo impedir la derrota de su equipo en la final ante Cienciano de Perú, pese a haber marcado el gol del empate 3-3 en el partido de ida. En el partido de vuelta, fue retirado en el minuto 16, siendo reemplazado por Daniel Montenegro, (jugador que fue reemplazado por Salas el partido de ida). Sin embargo, posteriormente logra un nuevo título: el torneo de Clausura 2004, esta vez siendo dirigido por Leonardo Astrada. Un plantel que, entre otros, incluía a Fernando Cavenaghi, Javier Mascherano, Lucho González, Maxi López, Franco Costanzo, Marcelo Gallardo y el mismo Daniel Montenegro.
El 11 de mayo de 2004, anota el gol número 200 de su carrera; fue con la camiseta de River Plate ante el Santos Laguna de México por la Copa Libertadores 2004. Un año más tarde, ayudó a River a alcanzar las semifinales de la Copa Libertadores 2005, llegando a anotar un hat-trick en octavos de final contra Liga de Quito. En la llave de semifinales quedó eliminado ante São Paulo por un marcador global de 5-2; Salas anotó el segundo gol de River en el partido de vuelta, que perdió 3-2. En su segundo paso por River Plate, Salas marcó 17 goles en 43 partidos.
Marcelo Salas es uno de los máximos ídolos de la hinchada millonaria, junto a Ángel Labruna, Enzo Francescoli, Ariel Ortega, Ramón Ángel Díaz, Norberto Alonso, Ubaldo Fillol, Amadeo Carrizo, entre otros. Además, es uno de los pocos jugadores extranjeros que portaron la cinta de capitán del equipo argentino.

### Últimos años

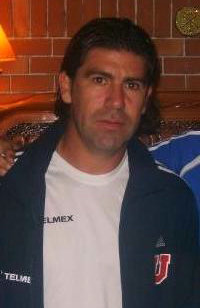
Salas en 2008.

Entre los años 2004 y 2005 recibió ofertas para volver al fútbol europeo de parte del Barcelona de España y el Inter de Milán de Italia, entre otros. Sin embargo a mediados de 2005 volvió al club de sus amores: Universidad de Chile, convirtiéndose en el capitán y líder indiscutido del equipo universitario, con quien llegó a dos finales sin poder ganar el título, en el Torneo de Clausura 2005 contra Universidad Católica, donde caen en definición a penales, y el Torneo de Apertura 2006 contra Colo-Colo, donde nuevamente caen en la definición desde el punto penal. En el Torneo de Apertura 2007 se mantuvo alejado de la actividad, volviendo para el Clausura del mismo año, recuperado físicamente y con una nueva nominación para una gira europea de la Selección Chilena.
El día 28 de noviembre de 2008 anunció su retiro del fútbol profesional luego del partido del 23 de noviembre donde la Universidad de Chile venció a Cobreloa por 3-2, con dos goles del Matador en el Estadio Nacional. Dejando para el recuerdo 157 goles en torneos oficiales de Primera División y 262 goles como futbolista profesional; 113 en la Universidad de Chile, 48 en River Plate, 49 en la Lazio, 4 en la Juventus y 37 en la Selección Chilena.
El 2 de junio de 2009 se despide del fútbol, teniendo sólo 34 años de edad, en un partido jugado en el Estadio Nacional. En el encuentro participaron figuras como Enzo Francescoli, David Trezeguet, Paolo Montero, Ariel Ortega, Leonardo Rodríguez, Luis Musrri, David Pizarro, José Luis Sierra, Esteban Valencia, Eduardo Berizzo, Iván Zamorano, entre otros. El público asistente fue cercano a los 70 mil espectadores, y fue transmitido por televisión abierta.
Para las estadísticas, Salas ganó el título nacional en las tres ligas y cada equipo donde jugó.

### Carrera Dirigencial
Tras su retiro del fútbol, Salas consideró ingresar al mundo del fútbol como dirigente. Tras desechar la opción de adquirir Provincial Temuco, fundó su propio equipo, Unión Temuco, cuadro que luego de dos campañas en la categoría, obtiene el Torneo de Tercera de Chile en el año 2009. Tras campañas sin grandes logros, se anuncia en el año 2013 que Unión Temuco será absorbido por Deportes Temuco, cuadro histórico de la ciudad natal de Salas y donde este realizó parte de sus divisiones inferiores, que siempre pasó por zozobras económicas, y además se encontraba merodeando en la Tercera división de Chile. Este último conservará el nombre, más las instalaciones serán de Unión.
En la temporada 2015/2016, Deportes Temuco se corona como campeón de la Torneo de Primera B, logrando el ascenso a la primera División. En el Torneo Clausura de 2017, clasifica por primera vez en su historia a un torneo internacional, la Copa CONMEBOL Sudamericana 2018, de la cual queda eliminado por un error administrativo.
Tras esto, y una serie de desaciertos dirigenciales, como una mala elección de refuerzos y cuerpo técnico, Deportes Temuco finalizó el Torneo en la decimoquinta posición, lo que significa su regreso a la serie de plata del fútbol profesional chileno para el año 2019. Hizo noticias en 2020 cuando el equipo, dentro del contexto de la Pandemia del Coronavirus, de acogerse de forma arbitraria e intransigente, a la Ley de Protección del Empleo, la cual suspenden los contratos de los jugadores del equipo, lo que le llevó a variadas críticas de estos, como a verse enfrentado públicamente con el SIFUP, y el presidente de esta organización, Gamadiel García.
El 16 de abril de 2022, la barra de Deportes Temuco se manifestó en contra de Salas y su dirigencia, durante el partido ante Magallanes, quedando el partido suspendido por alrededor de 15 minutos ante las protestas de los Devotos por la partida de figuras del plantel, el alza en el valor de las entradas y el rendimiento del equipo en el año, además de protestar en contra de las Sociedades Anónimas Deportivas y el canal TNT Sports.

## Selección nacional
Debutó el 30 de abril de 1994 en el Estadio Nacional, en un duelo amistoso frente a la selección argentina de Diego Maradona, que se estaba preparando para el Mundial de 1994. Salas entró en el segundo tiempo (reemplazó a Fabián Guevara en el minuto 66) y anotó el segundo de los goles chilenos del encuentro, que finalizó 3:3. En 1995 ganó la Copa Canadá marcando el gol del triunfo de los  chilenos a los 87 minutos de partido en la final contra Canadá (2-1).
Junto a Iván Zamorano conformó la popularmente conocida dupla "Sa-Za", que logró llevar a Chile a la Copa del Mundo de 1998. Salas anotó once recordados goles: contra Argentina de local, en Quito y de local ante Ecuador y de local frente a Uruguay, además de tripletas ante Perú y Colombia, y un gol en el partido final frente a Bolivia. Ante Perú, se convirtió en el futbolista chileno más joven en portar la cinta de capitán, con tan sólo 22 años.
En la gira preparatoria para el Mundial de Francia 1998, Chile jugó un partido amistoso con Inglaterra ante cerca de 65.000 espectadores en el mítico estadio de Wembley el 11 de febrero de 1998. En un recordadísimo partido, Chile ganó por 2-0 con goles del Matador. El primero, de gran factura, con un control, giro y definición perfecta, sin dejar que la pelota tocara el suelo después de un pase de más de 60 metros de José Luis Sierra. El segundo, un penal que él mismo creó tras regatear de forma brillante al defensa inglés Sol Campbell.
En 1998, tuvo una destacada actuación en el Mundial Francia 98, alcanzando los octavos de final del torneo, marcó 4 goles (dos contra Italia, uno contra Austria y otro contra Brasil), siendo el tercer goleador de aquel mundial, junto al delantero brasileño Ronaldo, estando sólo a 1 de la bota de bronce, y a 2 de la bota de oro.
En la Copa América 1999 tuvo una opaca participación, al jugar solo 3 de los 6 partidos que Chile disputó en aquel torneo, sin anotar un gol, y falló un penal en la semifinal ante Uruguay, que Chile terminaría perdiendo en tanda de penales tras empatar a 1 en los 90 minutos.
Tras una larga ausencia en la selección debido a numerosas lesiones, anota el tercer gol de la victoria de Chile ante Bolivia, el 4 de junio de 2005. Con este gol acabó su sequía goleadora en la Selección, que se remontaba a 2001. Con ese gol se convierte en el exclusivo goleador histórico de la Selección Chilena, al marcar su gol número 35 por la Roja, superando así a Iván Zamorano (34).

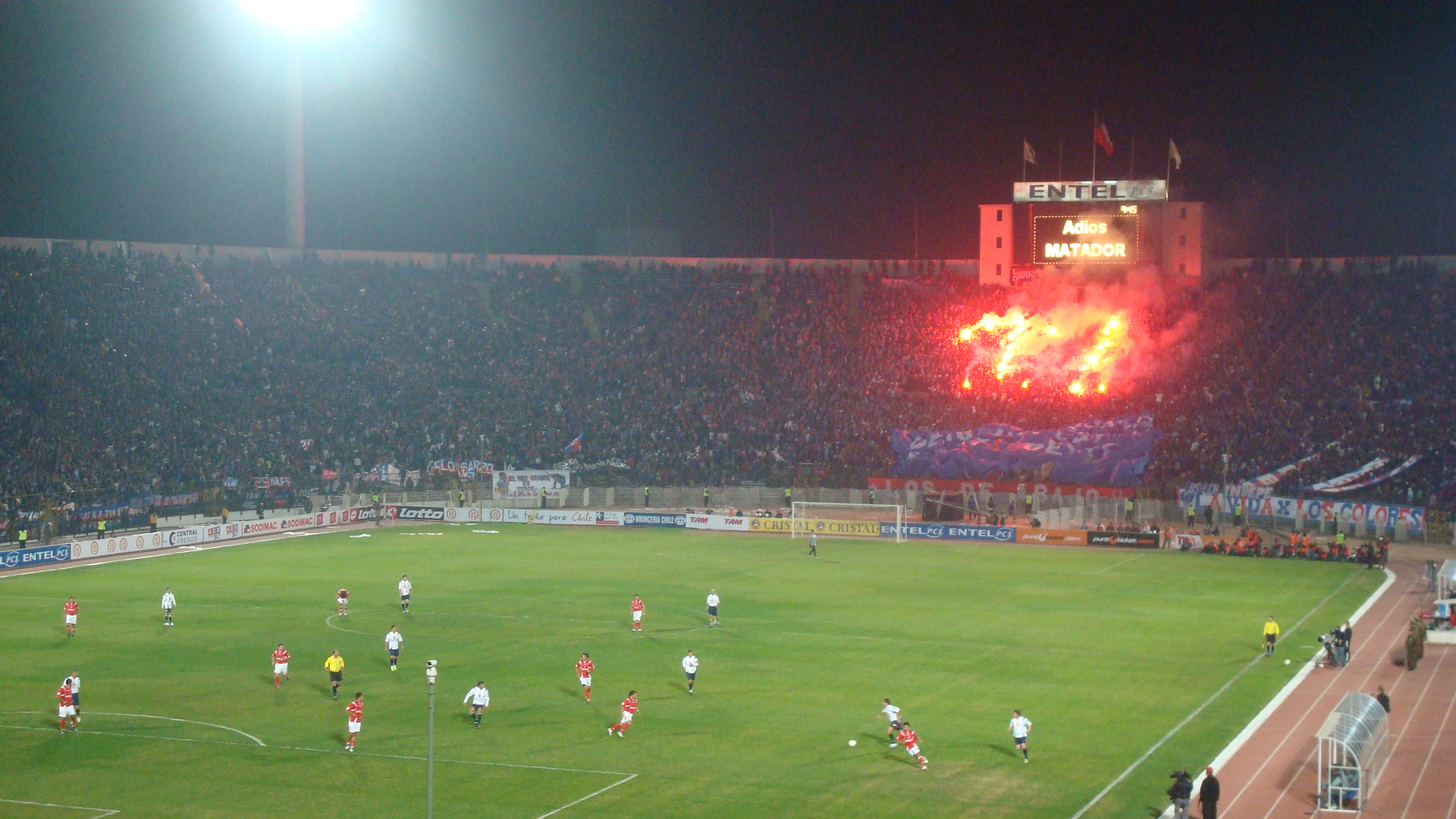
Partido de despedida de Marcelo Salas, jugado en el Estadio Nacional.

Al terminar las Clasificatorias para el Mundial de Alemania 2006 se retiró de la Selección Chilena, pero volvió en agosto de 2007 para jugar la gira europea contra Suiza y Austria, esta vez de la mano de Marcelo Bielsa como director técnico de Chile. En octubre de ese año es nominado para iniciar las Clasificatorias hacia el Mundial de Sudáfrica 2010 ante Argentina y Perú.
Durante el partido válido por las clasificatorias para Sudáfrica 2010 que Chile disputa en Uruguay, Marcelo Salas convierte 2 goles en el mítico estadio Centenario, el primero de cabeza tras centro de Carlos Villanueva y el segundo, de penal, lo que lo ratifica como el segundo goleador histórico de la Selección Chilena con 37 goles, superando a Iván Zamorano, Leonel Sánchez y Carlos Caszely. Con 18 goles quedó a un tanto de igualar como máximo artillero de las clasificatorias sudamericanas, al argentino Hernán Crespo (19 conquistas).
El 21 de noviembre de 2007 jugaría su último partido en la Selección Chilena, fue ante el seleccionado de Paraguay en el Estadio Nacional, donde Chile cayó por 3-0. No volvería a ser convocado por Marcelo Bielsa para la siguiente doble fecha de junio de 2008 ante Bolivia y Venezuela, debido a que Salas prefirió estar en la U que en la Selección, por tema de su casi retiro del fútbol en ese entonces. 
Sin embargo, posteriormente Salas revelaría que Bielsa junto a su asistente Eduardo Berizzo intentaron convencerlo de posponer su retiro, pese a que no jugaría el resto de la clasificatoria, hasta la Copa Mundial de Sudáfrica 2010 en una hipotética clasificación, que finalmente, si se logró. Pese a ello, Salas se retiró a fines de 2008 y lo hizo oficial 4 meses antes de la clasificación de Chile al mundial de Sudáfrica.
Posee el récord de ser uno de los jugadores sudamericanos en anotar en 4 Clasificatorias Sudamericanas consecutivas camino a los Mundiales. Salas marcó en las clasificatorias a Francia '98, Corea-Japón '02, Alemania '06 y Sudáfrica '10.

### Participaciones en Copas del Mundo
| Mundial              | Sede    | Resultado        | PJ | Goles |
| -------------------- | ------- | ---------------- | -- | ----- |
| Copa Mundial de 1998 | Francia | Octavos de final | 4  | 4     |

### Participaciones en Copa América
| Copa                | Sede                | Resultado           | PJ | Goles |
| ------------------- | ------------------- | ------------------- | -- | ----- |
| Copa América 1995   | Uruguay             | Fase de grupos      | 2  | 0     |
| Copa América 1999   | Paraguay            | Cuarto lugar        | 3  | 0     |
| Total de su carrera | Total de su carrera | Total de su carrera | 5  | 0     |

### Participaciones en Clasificatorias a Copas del Mundo
| Eliminatorias                    | País                  | Resultado           | Posición            | PJ | Goles |
| -------------------------------- | --------------------- | ------------------- | ------------------- | -- | ----- |
| Eliminatorias Francia 1998       | Francia               | Clasificado         | 4.º                 | 12 | 11    |
| Eliminatorias Corea y Japón 2002 | Corea del Sur y Japón | Eliminado           | 10.º                | 9  | 4     |
| Eliminatorias Alemania 2006      | Alemania              | Eliminado           | 7.º                 | 7  | 1     |
| Eliminatorias Sudáfrica 2010     | Sudáfrica             | Clasificado         | 2.º                 | 4  | 2     |
| Total de su carrera              | Total de su carrera   | Total de su carrera | Total de su carrera | 32 | 18    |

### Participaciones en Preolímpicos
| Torneo                     | Sede      | Resultado    | PJ | Goles | Asis. |
| -------------------------- | --------- | ------------ | -- | ----- | ----- |
| Preolímpico Sub-23 de 1996 | Argentina | Primera Fase | 4  | 4     | 0     |

#### Partidos internacionales
La siguiente tabla detalla los encuentros disputados y los goles marcados por Salas en la selección chilena absoluta.
| \| N.º \| Fecha \| Ciudad \| Local \| Resultado \| Visitante \| Competición \| Goles \| \| ----- \| ------------------------ \| --------------- \| -------------- \| --------- \| ----------------- \| ---------------------------------- \| ----- \| \| 1 \| 18 de mayo de 1994 \| Santiago \| Chile \| 3:3 \| Argentina \| Amistoso \| \| \| 2 \| 25 de mayo de 1994 \| Santiago \| Chile \| 2:1 \| Perú \| Amistoso \| \| \| 3 \| 21 de septiembre de 1994 \| Santiago \| Chile \| 1:2 \| Bolivia \| Amistoso \| \| \| 4 \| 29 de marzo de 1995 \| Los Ángeles \| México \| 1:2 \| Chile \| Amistoso \| \| \| 5 \| 19 de abril de 1995 \| Lima \| Perú \| 6:0 \| Chile \| Amistoso \| \| \| 6 \| 22 de abril de 1995 \| Temuco \| Chile \| 1:1 \| Islandia \| Amistoso \| \| \| 7 \| 25 de mayo de 1995 \| Edmonton \| Chile \| 2:1 \| Irlanda del Norte \| Copa Canadá \| \| \| 8 \| 28 de mayo de 1995 \| Edmonton \| Canadá \| 1:2 \| Chile \| Copa Canadá \| \| \| 9 \| 16 de junio de 1995 \| Antofagasta \| Chile \| 3:1 \| Nueva Zelanda \| Copa Centenario del Fútbol Chileno \| \| \| 10 \| 19 de junio de 1995 \| La Serena \| Chile \| 0:1 \| Paraguay \| Copa Centenario del Fútbol Chileno \| \| \| 11 \| 22 de junio de 1995 \| Santiago \| Chile \| 0:0 \| Turquía \| Copa Centenario del Fútbol Chileno \| \| \| 12 \| 8 de julio de 1995 \| Paysandú \| Estados Unidos \| 2:1 \| Chile \| Copa América 1995 \| \| \| 13 \| 11 de julio de 1995 \| Paysandú \| Argentina \| 4:0 \| Chile \| Copa América 1995 \| \| \| 14 \| 14 de julio de 1995 \| Paysandú \| Bolivia \| 2:2 \| Chile \| Copa América 1995 \| \| \| 15 \| 11 de octubre de 1995 \| Concepción \| Chile \| 2:0 \| Canadá \| Amistoso \| \| \| 16 \| 4 de febrero de 1996 \| Cochabamba \| Bolivia \| 1:1 \| Chile \| Amistoso \| \| \| 17 \| 7 de febrero de 1996 \| Viña del Mar \| Chile \| 2:1 \| México \| Amistoso \| \| \| 18 \| 14 de febrero de 1996 \| Coquimbo \| Chile \| 4:0 \| Perú \| Amistoso \| \| \| 19 \| 23 de abril de 1996 \| Antofagasta \| Chile \| 3:0 \| Australia \| Amistoso \| \| \| 20 \| 26 de mayo de 1996 \| Santiago \| Chile \| 2:0 \| Bolivia \| Amistoso \| \| \| 21 \| 2 de junio de 1996 \| Barinas \| Venezuela \| 1:1 \| Chile \| Clasificatorias a Francia 1998 \| \| \| 22 \| 6 de julio de 1996 \| Santiago \| Chile \| 4:1 \| Ecuador \| Clasificatorias a Francia 1998 \| \| \| 23 \| 25 de agosto de 1996 \| Liberia \| Costa Rica \| 1:1 \| Chile \| Amistoso \| \| \| 24 \| 1 de septiembre de 1996 \| Barranquilla \| Colombia \| 4:1 \| Chile \| Clasificatorias a Francia 1998 \| \| \| 25 \| 12 de noviembre de 1996 \| Santiago \| Chile \| 1:0 \| Uruguay \| Clasificatorias a Francia 1998 \| \| \| 26 \| 15 de diciembre de 1996 \| Buenos Aires \| Argentina \| 1:1 \| Chile \| Clasificatorias a Francia 1998 \| \| \| 27 \| 8 de junio de 1997 \| Quito \| Ecuador \| 1:1 \| Chile \| Clasificatorias a Francia 1998 \| \| \| 28 \| 5 de julio de 1997 \| Santiago \| Chile \| 4:1 \| Colombia \| Clasificatorias a Francia 1998 \| \| \| 29 \| 20 de julio de 1997 \| Santiago \| Chile \| 2:1 \| Paraguay \| Clasificatorias a Francia 1998 \| \| \| 30 \| 20 de agosto de 1997 \| Montevideo \| Uruguay \| 1:0 \| Chile \| Clasificatorias a Francia 1998 \| \| \| 31 \| 10 de septiembre de 1997 \| Santiago \| Chile \| 1:2 \| Argentina \| Clasificatorias a Francia 1998 \| \| \| 32 \| 12 de octubre de 1997 \| Santiago \| Chile \| 4:0 \| Perú \| Clasificatorias a Francia 1998 \| \| \| 33 \| 16 de noviembre de 1997 \| Santiago \| Chile \| 3:0 \| Bolivia \| Clasificatorias a Francia 1998 \| \| \| 34 \| 11 de febrero de 1998 \| Londres \| Inglaterra \| 0:2 \| Chile \| Amistoso \| \| \| 35 \| 22 de abril de 1998 \| Santiago \| Chile \| 2:2 \| Colombia \| Amistoso \| \| \| 36 \| 19 de mayo de 1998 \| Mendoza \| Argentina \| 1:0 \| Chile \| Amistoso \| \| \| 37 \| 24 de mayo de 1998 \| Santiago \| Chile \| 2:2 \| Uruguay \| Amistoso \| \| \| 38 \| 31 de mayo de 1998 \| Montelimar \| Chile \| 3:2 \| Túnez \| Amistoso \| \| \| 39 \| 4 de junio de 1998 \| Aviñón \| Marruecos \| 1:1 \| Chile \| Amistoso \| \| \| 40 \| 11 de junio de 1998 \| Burdeos \| Italia \| 2:2 \| Chile \| Copa Mundial de Fútbol de 1998 \| \| \| 41 \| 17 de junio de 1998 \| Saint-Étienne \| Chile \| 1:1 \| Austria \| Copa Mundial de Fútbol de 1998 \| \| \| 42 \| 23 de junio de 1998 \| Nantes \| Chile \| 1:1 \| Camerún \| Copa Mundial de Fútbol de 1998 \| \| \| 43 \| 27 de junio de 1998 \| París \| Brasil \| 4:1 \| Chile \| Copa Mundial de Fútbol de 1998 \| \| \| 44 \| 29 de mayo de 1999 \| Concepción \| Chile \| 3:0 \| Costa Rica \| Amistoso \| \| \| 45 \| 23 de junio de 1999 \| Santiago \| Chile \| 0:0 \| Ecuador \| Amistoso \| \| \| 46 \| 30 de junio de 1999 \| Ciudad del Este \| Chile \| 0:1 \| México \| Copa América 1999 \| \| \| 47 \| 3 de julio de 1999 \| Ciudad del Este \| Chile \| 3:0 \| Venezuela \| Copa América 1999 \| \| \| 48 \| 13 de julio de 1999 \| Asunción \| Uruguay \| 1:1 5:3 p \| Chile \| Copa América 1999 \| \| \| 49 \| 29 de marzo de 2000 \| Buenos Aires \| Argentina \| 4:1 \| Chile \| Clasificatorias a Corea-Japón 2002 \| \| \| 50 \| 26 de abril de 2000 \| Santiago \| Chile \| 1:1 \| Perú \| Clasificatorias a Corea-Japón 2002 \| \| \| 51 \| 3 de junio de 2000 \| Montevideo \| Uruguay \| 2:1 \| Chile \| Clasificatorias a Corea-Japón 2002 \| \| \| 52 \| 29 de junio de 2000 \| Santiago \| Chile \| 3:1 \| Paraguay \| Clasificatorias a Corea-Japón 2002 \| \| \| 53 \| 15 de agosto de 2000 \| Santiago \| Chile \| 3:0 \| Brasil \| Clasificatorias a Corea-Japón 2002 \| \| \| 54 \| 2 de septiembre de 2000 \| Santiago \| Chile \| 0:1 \| Colombia \| Clasificatorias a Corea-Japón 2002 \| \| \| 55 \| 15 de noviembre de 2000 \| Santiago \| Chile \| 0:2 \| Argentina \| Clasificatorias a Corea-Japón 2002 \| \| \| 56 \| 14 de agosto de 2001 \| Santiago \| Chile \| 2:2 \| Bolivia \| Clasificatorias a Corea-Japón 2002 \| \| \| 57 \| 7 de octubre de 2001 \| Curitiba \| Brasil \| 2:0 \| Chile \| Clasificatorias a Corea-Japón 2002 \| \| \| 58 \| 30 de marzo de 2004 \| La Paz \| Bolivia \| 0:2 \| Chile \| Clasificatorias a Alemania 2006 \| \| \| 59 \| 5 de septiembre de 2004 \| Santiago \| Chile \| 0:0 \| Colombia \| Clasificatorias a Alemania 2006 \| \| \| 60 \| 10 de octubre de 2004 \| Quito \| Ecuador \| 2:0 \| Chile \| Clasificatorias a Alemania 2006 \| \| \| 61 \| 13 de octubre de 2004 \| Santiago \| Chile \| 0:0 \| Argentina \| Clasificatorias a Alemania 2006 \| \| \| 62 \| 26 de marzo de 2005 \| Santiago \| Chile \| 1:1 \| Uruguay \| Clasificatorias a Alemania 2006 \| \| \| 63 \| 30 de marzo de 2005 \| Asunción \| Paraguay \| 2:1 \| Chile \| Clasificatorias a Alemania 2006 \| \| \| 64 \| 4 de junio de 2005 \| Santiago \| Chile \| 3:1 \| Bolivia \| Clasificatorias a Alemania 2006 \| \| \| 65 \| 7 de septiembre de 2007 \| Viena \| Suiza \| 2:1 \| Chile \| Amistoso \| \| \| 66 \| 11 de septiembre de 2007 \| Viena \| Austria \| 0:2 \| Chile \| Amistoso \| \| \| 67 \| 13 de octubre de 2007 \| Buenos Aires \| Argentina \| 2:0 \| Chile \| Clasificatorias a Sudáfrica 2010 \| \| \| 68 \| 17 de octubre de 2007 \| Santiago \| Chile \| 2:0 \| Perú \| Clasificatorias a Sudáfrica 2010 \| \| \| 69 \| 18 de noviembre de 2007 \| Montevideo \| Uruguay \| 2:2 \| Chile \| Clasificatorias a Sudáfrica 2010 \| \| \| 70 \| 21 de noviembre de 2007 \| Santiago \| Chile \| 0:3 \| Paraguay \| Clasificatorias a Sudáfrica 2010 \| \| \| Total \| Total \| Total \| Partidos \| 70 \| Goles \| Goles \| 37 \| |                          |                 |                |           |                   |                                    |       |
| N.º | Fecha                    | Ciudad          | Local          | Resultado | Visitante         | Competición                        | Goles |
| 1 | 18 de mayo de 1994       | Santiago        | Chile          | 3:3       | Argentina         | Amistoso                           |       |
| 2 | 25 de mayo de 1994       | Santiago        | Chile          | 2:1       | Perú              | Amistoso                           |       |
| 3 | 21 de septiembre de 1994 | Santiago        | Chile          | 1:2       | Bolivia           | Amistoso                           |       |
| 4 | 29 de marzo de 1995      | Los Ángeles     | México         | 1:2       | Chile             | Amistoso                           |       |
| 5 | 19 de abril de 1995      | Lima            | Perú           | 6:0       | Chile             | Amistoso                           |       |
| 6 | 22 de abril de 1995      | Temuco          | Chile          | 1:1       | Islandia          | Amistoso                           |       |
| 7 | 25 de mayo de 1995       | Edmonton        | Chile          | 2:1       | Irlanda del Norte | Copa Canadá                        |       |
| 8 | 28 de mayo de 1995       | Edmonton        | Canadá         | 1:2       | Chile             | Copa Canadá                        |       |
| 9 | 16 de junio de 1995      | Antofagasta     | Chile          | 3:1       | Nueva Zelanda     | Copa Centenario del Fútbol Chileno |       |
| 10 | 19 de junio de 1995      | La Serena       | Chile          | 0:1       | Paraguay          | Copa Centenario del Fútbol Chileno |       |
| 11 | 22 de junio de 1995      | Santiago        | Chile          | 0:0       | Turquía           | Copa Centenario del Fútbol Chileno |       |
| 12 | 8 de julio de 1995       | Paysandú        | Estados Unidos | 2:1       | Chile             | Copa América 1995                  |       |
| 13 | 11 de julio de 1995      | Paysandú        | Argentina      | 4:0       | Chile             | Copa América 1995                  |       |
| 14 | 14 de julio de 1995      | Paysandú        | Bolivia        | 2:2       | Chile             | Copa América 1995                  |       |
| 15 | 11 de octubre de 1995    | Concepción      | Chile          | 2:0       | Canadá            | Amistoso                           |       |
| 16 | 4 de febrero de 1996     | Cochabamba      | Bolivia        | 1:1       | Chile             | Amistoso                           |       |
| 17 | 7 de febrero de 1996     | Viña del Mar    | Chile          | 2:1       | México            | Amistoso                           |       |
| 18 | 14 de febrero de 1996    | Coquimbo        | Chile          | 4:0       | Perú              | Amistoso                           |       |
| 19 | 23 de abril de 1996      | Antofagasta     | Chile          | 3:0       | Australia         | Amistoso                           |       |
| 20 | 26 de mayo de 1996       | Santiago        | Chile          | 2:0       | Bolivia           | Amistoso                           |       |
| 21 | 2 de junio de 1996       | Barinas         | Venezuela      | 1:1       | Chile             | Clasificatorias a Francia 1998     |       |
| 22 | 6 de julio de 1996       | Santiago        | Chile          | 4:1       | Ecuador           | Clasificatorias a Francia 1998     |       |
| 23 | 25 de agosto de 1996     | Liberia         | Costa Rica     | 1:1       | Chile             | Amistoso                           |       |
| 24 | 1 de septiembre de 1996  | Barranquilla    | Colombia       | 4:1       | Chile             | Clasificatorias a Francia 1998     |       |
| 25 | 12 de noviembre de 1996  | Santiago        | Chile          | 1:0       | Uruguay           | Clasificatorias a Francia 1998     |       |
| 26 | 15 de diciembre de 1996  | Buenos Aires    | Argentina      | 1:1       | Chile             | Clasificatorias a Francia 1998     |       |
| 27 | 8 de junio de 1997       | Quito           | Ecuador        | 1:1       | Chile             | Clasificatorias a Francia 1998     |       |
| 28 | 5 de julio de 1997       | Santiago        | Chile          | 4:1       | Colombia          | Clasificatorias a Francia 1998     |       |
| 29 | 20 de julio de 1997      | Santiago        | Chile          | 2:1       | Paraguay          | Clasificatorias a Francia 1998     |       |
| 30 | 20 de agosto de 1997     | Montevideo      | Uruguay        | 1:0       | Chile             | Clasificatorias a Francia 1998     |       |
| 31 | 10 de septiembre de 1997 | Santiago        | Chile          | 1:2       | Argentina         | Clasificatorias a Francia 1998     |       |
| 32 | 12 de octubre de 1997    | Santiago        | Chile          | 4:0       | Perú              | Clasificatorias a Francia 1998     |       |
| 33 | 16 de noviembre de 1997  | Santiago        | Chile          | 3:0       | Bolivia           | Clasificatorias a Francia 1998     |       |
| 34 | 11 de febrero de 1998    | Londres         | Inglaterra     | 0:2       | Chile             | Amistoso                           |       |
| 35 | 22 de abril de 1998      | Santiago        | Chile          | 2:2       | Colombia          | Amistoso                           |       |
| 36 | 19 de mayo de 1998       | Mendoza         | Argentina      | 1:0       | Chile             | Amistoso                           |       |
| 37 | 24 de mayo de 1998       | Santiago        | Chile          | 2:2       | Uruguay           | Amistoso                           |       |
| 38 | 31 de mayo de 1998       | Montelimar      | Chile          | 3:2       | Túnez             | Amistoso                           |       |
| 39 | 4 de junio de 1998       | Aviñón          | Marruecos      | 1:1       | Chile             | Amistoso                           |       |
| 40 | 11 de junio de 1998      | Burdeos         | Italia         | 2:2       | Chile             | Copa Mundial de Fútbol de 1998     |       |
| 41 | 17 de junio de 1998      | Saint-Étienne   | Chile          | 1:1       | Austria           | Copa Mundial de Fútbol de 1998     |       |
| 42 | 23 de junio de 1998      | Nantes          | Chile          | 1:1       | Camerún           | Copa Mundial de Fútbol de 1998     |       |
| 43 | 27 de junio de 1998      | París           | Brasil         | 4:1       | Chile             | Copa Mundial de Fútbol de 1998     |       |
| 44 | 29 de mayo de 1999       | Concepción      | Chile          | 3:0       | Costa Rica        | Amistoso                           |       |
| 45 | 23 de junio de 1999      | Santiago        | Chile          | 0:0       | Ecuador           | Amistoso                           |       |
| 46 | 30 de junio de 1999      | Ciudad del Este | Chile          | 0:1       | México            | Copa América 1999                  |       |
| 47 | 3 de julio de 1999       | Ciudad del Este | Chile          | 3:0       | Venezuela         | Copa América 1999                  |       |
| 48 | 13 de julio de 1999      | Asunción        | Uruguay        | 1:1 5:3 p | Chile             | Copa América 1999                  |       |
| 49 | 29 de marzo de 2000      | Buenos Aires    | Argentina      | 4:1       | Chile             | Clasificatorias a Corea-Japón 2002 |       |
| 50 | 26 de abril de 2000      | Santiago        | Chile          | 1:1       | Perú              | Clasificatorias a Corea-Japón 2002 |       |
| 51 | 3 de junio de 2000       | Montevideo      | Uruguay        | 2:1       | Chile             | Clasificatorias a Corea-Japón 2002 |       |
| 52 | 29 de junio de 2000      | Santiago        | Chile          | 3:1       | Paraguay          | Clasificatorias a Corea-Japón 2002 |       |
| 53 | 15 de agosto de 2000     | Santiago        | Chile          | 3:0       | Brasil            | Clasificatorias a Corea-Japón 2002 |       |
| 54 | 2 de septiembre de 2000  | Santiago        | Chile          | 0:1       | Colombia          | Clasificatorias a Corea-Japón 2002 |       |
| 55 | 15 de noviembre de 2000  | Santiago        | Chile          | 0:2       | Argentina         | Clasificatorias a Corea-Japón 2002 |       |
| 56 | 14 de agosto de 2001     | Santiago        | Chile          | 2:2       | Bolivia           | Clasificatorias a Corea-Japón 2002 |       |
| 57 | 7 de octubre de 2001     | Curitiba        | Brasil         | 2:0       | Chile             | Clasificatorias a Corea-Japón 2002 |       |
| 58 | 30 de marzo de 2004      | La Paz          | Bolivia        | 0:2       | Chile             | Clasificatorias a Alemania 2006    |       |
| 59 | 5 de septiembre de 2004  | Santiago        | Chile          | 0:0       | Colombia          | Clasificatorias a Alemania 2006    |       |
| 60 | 10 de octubre de 2004    | Quito           | Ecuador        | 2:0       | Chile             | Clasificatorias a Alemania 2006    |       |
| 61 | 13 de octubre de 2004    | Santiago        | Chile          | 0:0       | Argentina         | Clasificatorias a Alemania 2006    |       |
| 62 | 26 de marzo de 2005      | Santiago        | Chile          | 1:1       | Uruguay           | Clasificatorias a Alemania 2006    |       |
| 63 | 30 de marzo de 2005      | Asunción        | Paraguay       | 2:1       | Chile             | Clasificatorias a Alemania 2006    |       |
| 64 | 4 de junio de 2005       | Santiago        | Chile          | 3:1       | Bolivia           | Clasificatorias a Alemania 2006    |       |
| 65 | 7 de septiembre de 2007  | Viena           | Suiza          | 2:1       | Chile             | Amistoso                           |       |
| 66 | 11 de septiembre de 2007 | Viena           | Austria        | 0:2       | Chile             | Amistoso                           |       |
| 67 | 13 de octubre de 2007    | Buenos Aires    | Argentina      | 2:0       | Chile             | Clasificatorias a Sudáfrica 2010   |       |
| 68 | 17 de octubre de 2007    | Santiago        | Chile          | 2:0       | Perú              | Clasificatorias a Sudáfrica 2010   |       |
| 69 | 18 de noviembre de 2007  | Montevideo      | Uruguay        | 2:2       | Chile             | Clasificatorias a Sudáfrica 2010   |       |
| 70 | 21 de noviembre de 2007  | Santiago        | Chile          | 0:3       | Paraguay          | Clasificatorias a Sudáfrica 2010   |       |
| Total | Total                    | Total           | Partidos       | 70        | Goles             | Goles                              | 37    |

| \| N.º \| Fecha \| Ciudad \| Local \| Resultado \| Visitante \| Competición \| Goles \| \| ------------------------------------------------ \| ------------------------------------------------ \| ------------------------------------------------ \| ------------------------------------------------ \| ------------------------------------------------ \| ------------------------------------------------ \| ---------------------------------------------- \| ----- \| \| 1 \| 27 de enero de 1996 \| Talca \| Chile \| 3:2 \| Dinamarca \| Amistoso \| \| \| 2 \| 29 de enero de 1996 \| San Felipe \| Chile \| 1:0 \| Ecuador \| Amistoso \| \| \| 3 \| 31 de enero de 1996 \| Santiago \| Chile \| 2:0 \| Perú \| Amistoso \| \| \| 4 \| 20 de febrero de 1996 \| Mar del Plata \| Argentina \| 2:1 \| Chile \| Torneo Preolímpico Sudamericano Sub-23 de 1996 \| \| \| 5 \| 22 de febrero de 1996 \| Mar del Plata \| Chile \| 4:0 \| Ecuador \| Torneo Preolímpico Sudamericano Sub-23 de 1996 \| \| \| 6 \| 24 de febrero de 1996 \| Mar del Plata \| Chile \| 3:3 \| Colombia \| Torneo Preolímpico Sudamericano Sub-23 de 1996 \| \| \| 7 \| 26 de febrero de 1996 \| Mar del Plata \| Chile \| 0:0 \| Venezuela \| Torneo Preolímpico Sudamericano Sub-23 de 1996 \| \| \| Total partidos y goles con la selección olímpica \| Total partidos y goles con la selección olímpica \| Total partidos y goles con la selección olímpica \| Total partidos y goles con la selección olímpica \| Total partidos y goles con la selección olímpica \| Total partidos y goles con la selección olímpica \| 7 \| 8 \| |                                                  |                                                  |                                                  |                                                  |                                                  |                                                |       |
| N.º | Fecha                                            | Ciudad                                           | Local                                            | Resultado                                        | Visitante                                        | Competición                                    | Goles |
| 1 | 27 de enero de 1996                              | Talca                                            | Chile                                            | 3:2                                              | Dinamarca                                        | Amistoso                                       |       |
| 2 | 29 de enero de 1996                              | San Felipe                                       | Chile                                            | 1:0                                              | Ecuador                                          | Amistoso                                       |       |
| 3 | 31 de enero de 1996                              | Santiago                                         | Chile                                            | 2:0                                              | Perú                                             | Amistoso                                       |       |
| 4 | 20 de febrero de 1996                            | Mar del Plata                                    | Argentina                                        | 2:1                                              | Chile                                            | Torneo Preolímpico Sudamericano Sub-23 de 1996 |       |
| 5 | 22 de febrero de 1996                            | Mar del Plata                                    | Chile                                            | 4:0                                              | Ecuador                                          | Torneo Preolímpico Sudamericano Sub-23 de 1996 |       |
| 6 | 24 de febrero de 1996                            | Mar del Plata                                    | Chile                                            | 3:3                                              | Colombia                                         | Torneo Preolímpico Sudamericano Sub-23 de 1996 |       |
| 7 | 26 de febrero de 1996                            | Mar del Plata                                    | Chile                                            | 0:0                                              | Venezuela                                        | Torneo Preolímpico Sudamericano Sub-23 de 1996 |       |
| Total partidos y goles con la selección olímpica | Total partidos y goles con la selección olímpica | Total partidos y goles con la selección olímpica | Total partidos y goles con la selección olímpica | Total partidos y goles con la selección olímpica | Total partidos y goles con la selección olímpica | 7                                              | 8     |

## Estadísticas

### Clubes
| Universidad de Chile · Chile |                 |                 |     |     |    |    |    |    |    |    |     |     |     |      |      |
| 1.ª | 1993            | 12              | 1   | 1   | 1  | 0  | 0  | —  | —  | —  | 13  | 1   | 1   | 0,08 |      |
| 1.ª | 1994            | 26              | 27  | 5   | 16 | 12 | 8  | 6  | 2  | 1  | 48  | 41  | 14  | 0,85 |      |
| 1.ª | 1995            | 27              | 17  | 6   | 4  | 0  | 1  | 7  | 5  | 1  | 38  | 22  | 8   | 0,58 |      |
| 1.ª | 1996            | 10              | 5   | 2   | 5  | 2  | 2  | 12 | 5  | 2  | 27  | 12  | 6   | 0,44 |      |
| Total 1.ª etapa | Total 1.ª etapa | 75              | 50  | 14  | 26 | 14 | 11 | 25 | 12 | 4  | 126 | 76  | 29  | 0,60 |      |
| River Plate Argentina |                 |                 |     |     |    |    |    |    |    |    |     |     |     |      |      |
| 1.ª | 1996-97         | 26              | 11  | 6   | —  | —  | —  | 2  | 0  | 0  | 28  | 11  | 6   | 0,39 |      |
| 1.ª | 1997-98         | 27              | 13  | 9   | —  | —  | —  | 13 | 7  | 7  | 40  | 20  | 16  | 0,50 |      |
| Total 1.ª etapa | Total 1.ª etapa | 53              | 24  | 15  | 0  | 0  | 0  | 15 | 7  | 7  | 68  | 31  | 22  | 0,46 |      |
| SS Lazio · Italia |                 |                 |     |     |    |    |    |    |    |    |     |     |     |      |      |
| 1.ª | 1998-99         | 30              | 15  | 4   | 7  | 5  | 1  | 6  | 4  | 4  | 43  | 24  | 9   | 0,56 |      |
| 1.ª | 1999-00         | 28              | 12  | 0   | 3  | 0  | 1  | 11 | 5  | 1  | 42  | 17  | 2   | 0,40 |      |
| 1.ª | 2000-01         | 21              | 7   | 3   | 2  | 1  | 0  | 9  | 0  | 0  | 32  | 8   | 3   | 0,25 |      |
| Total club | Total club      | 79              | 34  | 7   | 12 | 6  | 2  | 26 | 9  | 5  | 117 | 49  | 14  | 0,42 |      |
| Juventus de Turín · Italia |                 |                 |     |     |    |    |    |    |    |    |     |     |     |      |      |
| 1.ª | 2001-02         | 7               | 1   | 2   | 1  | 0  | 0  | 4  | 0  | 1  | 12  | 1   | 3   | 0,08 |      |
| 1.ª | 2002-03         | 11              | 1   | 0   | 5  | 1  | 1  | 4  | 1  | 0  | 20  | 3   | 1   | 0,15 |      |
| Total club | Total club      | 18              | 2   | 2   | 6  | 1  | 1  | 8  | 1  | 1  | 32  | 4   | 4   | 0,13 |      |
| River Plate Argentina | 1.ª             |                 |     |     |    |    |    |    |    |    |     |     |     |      |      |
| River Plate Argentina | 1.ª             | 2003-04         | 17  | 6   | 2  | —  | —  | —  | 8  | 2  | 0   | 25  | 8   | 2    | 0,32 |
| River Plate Argentina | 1.ª             | 2004-05         | 15  | 4   | 1  | —  | —  | —  | 8  | 5  | 2   | 23  | 9   | 3    | 0,39 |
| River Plate Argentina | Total 2.ª etapa | Total 2.ª etapa | 32  | 10  | 3  | 0  | 0  | 0  | 16 | 7  | 2   | 48  | 17  | 5    | 0,35 |
| River Plate Argentina | Total club      | Total club      | 85  | 34  | 18 | 0  | 0  | 0  | 31 | 14 | 9   | 116 | 48  | 27   | 0,41 |
| Universidad de Chile · Chile |                 |                 |     |     |    |    |    |    |    |    |     |     |     |      |      |
| 1.ª | 2005            | 10              | 5   | 1   | —  | —  | —  | 1  | 0  | 0  | 11  | 5   | 1   | 0,45 |      |
| 1.ª | 2006            | 28              | 13  | 6   | —  | —  | —  | —  | —  | —  | 28  | 13  | 6   | 0,46 |      |
| 1.ª | 2007            | 14              | 8   | 3   | —  | —  | —  | —  | —  | —  | 14  | 8   | 3   | 0,57 |      |
| 1.ª | 2008            | 30              | 11  | 6   | —  | —  | —  | —  | —  | —  | 30  | 11  | 6   | 0,37 |      |
| Total 2.ª etapa | Total 2.ª etapa | 82              | 37  | 16  | 0  | 0  | 0  | 1  | 0  | 0  | 83  | 37  | 16  | 0,45 |      |
| Total club | Total club      | 157             | 87  | 30  | 26 | 14 | 11 | 26 | 12 | 4  | 209 | 113 | 45  | 0,54 |      |
| Total carrera | Total carrera   | Total carrera   | 339 | 157 | 57 | 44 | 21 | 14 | 91 | 36 | 19  | 474 | 214 | 90   | 0,45 |
| (1) Incluye datos de la Copa Chile / Definición Pre-Conmebol (1993-96); Supercopa de Italia (1998-02); Copa Italia (1998-03). (2) Incluye datos de la Copa Conmebol (1994); Copa Intercontinental / Supercopa Sudamericana (1996-97); Recopa de Europa de la UEFA / Supercopa de la UEFA (1998-99); Liga de Campeones de la UEFA (1999-03); Copa Libertadores (1995-05); Copa Sudamericana (2003-05). (3) No incluye goles en partidos amistosos. |                 |                 |     |     |    |    |    |    |    |    |     |     |     |      |      |

### Selecciones
| Selección | Temporada     | Amistosos | Amistosos | Amistosos | Sudamérica(1) | Sudamérica(1) | Sudamérica(1) | Mundial(2) | Mundial(2) | Mundial(2) | Total | Total | Total  | Media goleadora |
| Selección | Temporada     | Part.     | Goles     | Asist.    | Part.         | Goles         | Asist.        | Part.      | Goles      | Asist.     | Part. | Goles | Asist. | Media goleadora |
| --- | ------------- | --------- | --------- | --------- | ------------- | ------------- | ------------- | ---------- | ---------- | ---------- | ----- | ----- | ------ | --------------- |
| Sub-17 · Chile | 1991          | —         | —         | —         | 7             | 2             | 2             | —          | —          | —          | 7     | 2     | 2      | 0,29            |
| Sub-17 · Chile | Total         | 0         | 0         | 0         | 7             | 2             | 2             | 0          | 0          | 0          | 7     | 2     | 2      | 0,29            |
| Sub-20 · Chile | 1992          | —         | —         | —         | 3             | 1             | 1             | —          | —          | —          | 3     | 1     | 1      | 0,33            |
| Sub-20 · Chile | Total         | 0         | 0         | 0         | 3             | 1             | 1             | 0          | 0          | 0          | 3     | 1     | 1      | 0,33            |
| Olímpica · Chile | 1996          | 3         | 4         | 2         | 4             | 4             | 1             | —          | —          | —          | 7     | 8     | 3      | 1,14            |
| Olímpica · Chile | Total         | 3         | 4         | 2         | 4             | 4             | 1             | 0          | 0          | 0          | 7     | 8     | 3      | 1,14            |
| Adulta · Chile | 1994          | 3         | 1         | 0         | —             | —             | —             | —          | —          | —          | 3     | 1     | 0      | 0,33            |
| Adulta · Chile | 1995          | 9         | 4         | 1         | 3             | 0             | 0             | —          | —          | —          | 12    | 4     | 1      | 0,33            |
| Adulta · Chile | 1996          | 6         | 4         | 1         | 5             | 2             | 2             | —          | —          | —          | 11    | 6     | 3      | 0,55            |
| Adulta · Chile | 1997          | —         | —         | —         | 7             | 9             | 0             | —          | —          | —          | 7     | 9     | 0      | 1,29            |
| Adulta · Chile | 1998          | 6         | 6         | 1         | —             | —             | —             | 4          | 4          | 0          | 10    | 10    | 1      | 1,00            |
| Adulta · Chile | 1999          | 3         | 0         | 2         | 3             | 0             | 1             | —          | —          | —          | 6     | 0     | 3      | 0,00            |
| Adulta · Chile | 2000          | —         | —         | —         | 7             | 2             | 1             | —          | —          | —          | 7     | 2     | 1      | 0,29            |
| Adulta · Chile | 2001          | —         | —         | —         | 2             | 2             | 0             | —          | —          | —          | 2     | 2     | 0      | 1,00            |
| Adulta · Chile | 2002          | —         | —         | —         | —             | —             | —             | —          | —          | —          | 0     | 0     | 0      | 0,00            |
| Adulta · Chile | 2003          | —         | —         | —         | —             | —             | —             | —          | —          | —          | 0     | 0     | 0      | 0,00            |
| Adulta · Chile | 2004          | —         | —         | —         | 4             | 0             | 0             | —          | —          | —          | 4     | 0     | 0      | 0,00            |
| Adulta · Chile | 2005          | —         | —         | —         | 3             | 1             | 0             | —          | —          | —          | 3     | 1     | 0      | 0,33            |
| Adulta · Chile | 2006          | —         | —         | —         | —             | —             | —             | —          | —          | —          | 0     | 0     | 0      | 0,00            |
| Adulta · Chile | 2007          | 2         | 0         | 0         | 4             | 2             | 0             | —          | —          | —          | 6     | 2     | 0      | 0,33            |
| Adulta · Chile | Total         | 29        | 15        | 5         | 38            | 18            | 4             | 4          | 4          | 0          | 71    | 37    | 9      | 0,52            |
| Total carrera | Total carrera | 32        | 19        | 7         | 52            | 25            | 8             | 4          | 4          | 0          | 88    | 48    | 15     | 0,55            |
| (1) Incluye los partidos de las Sudamericano Sub-17 (1991); Sudamericano Sub-20 (1992); Preolímpico Sub-23 (1996); Copa América / Clasificatorias Sudamericanas (1995-07) |               |           |           |           |               |               |               |            |            |            |       |       |        |                 |

### Resumen estadístico
| Competición           | Partidos | Goles | Promedio | Asistencias | Promedio | Goles y Asistencias | Promedio |
| --------------------- | -------- | ----- | -------- | ----------- | -------- | ------------------- | -------- |
| Primera División      | 339      | 157   | 0,46     | 57          | 0,17     | 214                 | 0,63     |
| Copas nacionales      | 44       | 21    | 0,48     | 14          | 0,32     | 35                  | 0,80     |
| Copas internacionales | 91       | 36    | 0,40     | 19          | 0,21     | 55                  | 0,60     |
| Selección adulta      | 71       | 37    | 0,52     | 9           | 0,13     | 46                  | 0,65     |
| Selección olímpica    | 7        | 8     | 1,14     | 3           | 0,43     | 11                  | 1,57     |
| Selección sub-20      | 3        | 1     | 0,33     | 1           | 0,33     | 2                   | 0,67     |
| Selección Sub-17      | 7        | 2     | 0,29     | 2           | 0,29     | 4                   | 0,57     |
| Total                 | 562      | 262   | 0,47     | 105         | 0,19     | 367                 | 0,65     |

### Hat-tricks
| 1  | 10 de abril de 1994      | Nacional, Santiago                | Universidad de Chile - Colo-Colo            |  | 4 - 1 | Copa Chile 1994                    |
| 2  | 11 de junio de 1994      | Regional, Antofagasta             | Deportes Antofagasta - Universidad de Chile |  | 2 - 3 | Primera División de Chile 1994     |
| 3  | 24 de septiembre de 1994 | Nacional, Santiago                | Universidad de Chile - Provincial Osorno    |  | 5 - 1 | Primera División de Chile 1994     |
| 4  | 26 de noviembre de 1994  | Municipal, Calama                 | Cobreloa - Universidad de Chile             |  | 2 - 4 | Primera División de Chile 1994     |
| 5  | 15 de febrero de 1995    | Nacional, Santiago                | Universidad de Chile - Universidad Católica |  | 4 - 1 | Copa Libertadores 1995             |
| 6  | 3 de junio de 1995       | Sausalito, Viña del Mar           | Everton - Universidad de Chile              |  | 1 - 5 | Primera División de Chile 1995     |
| 7  | 3 de septiembre de 1995  | Nacional, Santiago                | Universidad de Chile - Huachipato           |  | 3 - 1 | Primera División de Chile 1995     |
| 8  | 27 de enero de 1996      | Fiscal, Talca                     | Chile Olímpico - Dinamarca Olímpico         |  | 3 - 2 | Amistoso                           |
| 9  | 22 de febrero de 1996    | José María Minella, Mar del Plata | Chile Olímpico - Ecuador Olímpico           |  | 4 - 0 | Preolímpico Sub-23 1996            |
| 10 | 5 de julio de 1997       | Nacional, Santiago                | Chile - Colombia                            |  | 4 - 1 | Clasificatorias Sudamericanas 1998 |
| 11 | 12 de octubre de 1997    | Nacional, Santiago                | Chile - Perú                                |  | 4 - 0 | Clasificatorias Sudamericanas 1998 |
| 12 | 26 de mayo de 2005       | Estadio Monumental, Buenos Aires  | River Plate - Liga de Quito                 |  | 4 - 2 | Copa Libertadores 2005             |

## Palmarés

### Campeonatos nacionales
| Título              | Equipo               | País      | Año     |
| ------------------- | -------------------- | --------- | ------- |
| Campeonato Nacional | Universidad de Chile | Chile     | 1994    |
| Campeonato Nacional | Universidad de Chile | Chile     | 1995    |
| Primera División    | River Plate          | Argentina | 1996-A  |
| Primera División    | River Plate          | Argentina | 1997-C  |
| Primera División    | River Plate          | Argentina | 1997-A  |
| Supercopa de Italia | SS Lazio             | Italia    | 1998    |
| Serie A             | SS Lazio             | Italia    | 1999-00 |
| Copa Italia         | SS Lazio             | Italia    | 2000    |
| Supercopa de Italia | SS Lazio             | Italia    | 2000    |
| Serie A             | Juventus             | Italia    | 2001-02 |
| Supercopa de Italia | Juventus             | Italia    | 2002    |
| Serie A             | Juventus             | Italia    | 2002-03 |
| Primera División    | River Plate          | Argentina | 2004-C  |

### Campeonatos internacionales
| Título                 | Equipo      | Sede         | Año  |
| ---------------------- | ----------- | ------------ | ---- |
| Supercopa Sudamericana | River Plate | Buenos Aires | 1997 |
| Recopa de Europa       | SS Lazio    | Birmingham   | 1999 |
| Supercopa de Europa    | SS Lazio    | Mónaco       | 1999 |

### Distinciones individuales
| Distinción | Año  |
| --- | ---- |
| Máximo goleador de la Copa Chile (12 goles)                                                                                      | 1994 |
| Esso crack del mes de mayo | 1994 |
| Máximo goleador de Universidad de Chile temporada 1994 (41 goles)                                                                | 1994 |
| Incluido en el once ideal de la Liga chilena                                                                                     | 1994 |
| Segundo goleador de la Liga chilena (27 goles)                                                                                   | 1994 |
| Máximo goleador de Universidad de Chile temporada 1995 (22 goles)                                                                | 1995 |
| Incluido en el once ideal de la Liga chilena                                                                                     | 1995 |
| Tercer goleador de la Liga chilena (17 goles)                                                                                    | 1995 |
| Máximo goleador de la historia de Universidad de Chile en Copa Libertadores (12 goles)                                           | 1996 |
| Segundo goleador de River Plate Apertura 1996 (7 goles)                                                                          | 1996 |
| Incluido en el Equipo Ideal de América (El País)                                                                                 | 1996 |
| Incluido en el equipo ideal de la Liga argentina temporada 1996                                                                  | 1996 |
| Máximo goleador de River Plate Apertura 1997 (10 goles)                                                                          | 1997 |
| Incluido en el equipo ideal de la Liga argentina                                                                                 | 1997 |
| "Futbolista Argentino del Año" (Círculo de Periodistas Argentinos)                                                               | 1997 |
| Olimpia de Plata al "Futbolista Argentino del Año"                                                                               | 1997 |
| Segundo máximo goleador de las Clasificatorias Conmebol para la Copa Mundial de Fútbol de 1998 (11 goles)                        | 1997 |
| Incluido en el equipo ideal de la Supercopa Sudamericana                                                                         | 1997 |
| Mejor jugador de la Supercopa Sudamericana                                                                                       | 1997 |
| Máximo goleador de River Plate en la Supercopa Sudamericana                                                                      | 1997 |
| Segundo goleador de la Supercopa Sudamericana (7 goles)                                                                          | 1997 |
| Incluido en el Equipo Ideal de América (El País)                                                                                 | 1997 |
| "Mejor Jugador de América" (El País)                                                                                             | 1997 |
| «3.⁰ mejor centrodelantero del mundo» Premio RSS al mejor futbolista del año                                                     | 1997 |
| 8° Mejor Jugador del Mundo Premio RSSSF al mejor futbolista del año 1997                                                         | 1997 |
| 12° Mejor Jugador del Mundo FIFA World Player of the Year 1997                                                                   | 1997 |
| "Mejor deportista de Chile" (Círculo de Periodistas Deportivos de Chile)                                                         | 1997 |
| Cóndor de Oro al Mejor Deportista de Chile                                                                                       | 1997 |
| Mejor Deportista del Fútbol Profesional (Círculo de Periodistas Deportivos de Chile)                                             | 1997 |
| Cóndor de Bronce al Mejor Deportista del Fútbol Profesional                                                                      | 1997 |
| Máximo goleador de River Plate temporada 1997/1998 (20 goles)                                                                    | 1998 |
| Considerado el «Mejor Delantero del Mundo» por (Prensa Mundial Especializada)                                                    | 1998 |
| Elegido jugador del partido Italia - Chile de la Copa Mundial de Fútbol de 1998                                                  | 1998 |
| Incluido entre los mejores 6 jugadores de la primera semana de la Copa del Mundo por El País                                     | 1998 |
| Tercer goleador (compartido) de la Copa Mundial de Fútbol de 1998 (4 goles)                                                      | 1998 |
| «5.⁰ mejor centrodelantero del mundo» Premio RSS al mejor futbolista del año                                                     | 1998 |
| 7° Mejor Jugador del Mundo World Soccer Football of the Year 1998                                                                | 1998 |
| 14° Mejor Jugador del Mundo Premio RSSSF al mejor futbolista del año 1998                                                        | 1998 |
| Incluido dentro de las «10 figuras de la Copa Mundial de Fútbol de 1998» por El Universal.com                                    | 1998 |
| Mejor Deportista del Fútbol Profesional (Círculo de Periodistas Deportivos de Chile)                                             | 1998 |
| Cóndor de Bronce al Mejor Deportista del Fútbol Profesional                                                                      | 1998 |
| Entre los 50 nominados al Balón de Oro ocupando el puesto 32.º                                                                   | 1998 |
| Integra la Selección Resto del Mundo vs Selección de fútbol de Italia                                                            | 1998 |
| Máximo goleador de SS Lazio en Copa Italia                                                                                       | 1999 |
| Segundo máximo goleador de Copa Italia                                                                                           | 1999 |
| Incluido en el equipo ideal de Copa Italia                                                                                       | 1999 |
| Máximo goleador de SS Lazio en Serie A (15 goles)                                                                                | 1999 |
| Incluido en el equipo ideal de la Liga italiana temporada 1998/99                                                                | 1999 |
| Máximo goleador de SS Lazio temporada 1998/1999 (24 goles)                                                                       | 1999 |
| Mejor debutante de la historia del Calcio (24 goles) temporada 1998/99                                                           | 1999 |
| Máximo goleador de SS Lazio en la Recopa de Europa                                                                               | 1999 |
| Segundo goleador de la Recopa de Europa                                                                                          | 1999 |
| Mejor jugador de la Supercopa de Europa                                                                                          | 1999 |
| Exclusivo goleador de la Supercopa de Europa                                                                                     | 1999 |
| «5.⁰ mejor centrodelantero del mundo» Premio RSS al mejor futbolista del año                                                     | 1999 |
| 11° Mejor Jugador del Mundo Premio RSSSF al mejor futbolista del año 1999                                                        | 1999 |
| Entre los 50 nominados al Balón de Oro ocupando el puesto 26.º                                                                   | 1999 |
| 31.⁰ "Mejor jugador sudamericano del siglo XX" (IFFHS)                                                                           | 1999 |
| 19.⁰ "Mejor delantero sudamericano del siglo XX" (IFFHS)                                                                         | 1999 |
| 3.eɽ "Mejor delantero sudamericano de la década de 1990" (IFFHS)                                                                 | 1999 |
| "Mejor gol de cabeza" de Serie A SS Lazio vs AC Milán temporada 1999-2000                                                        | 2000 |
| Incluido en el equipo ideal de la Liga italiana temporada 1999/2000                                                              | 2000 |
| Máximo goleador de SS Lazio en Serie A (12 goles)                                                                                | 2000 |
| 8.º máximo goleador en la historia de SS Lazio en copas nacionales                                                               | 2001 |
| 6.º máximo goleador histórico de SS Lazio en torneos internacionales                                                             | 2001 |
| Incluido dentro de los 20 ídolos más destacados en la historia de River Plate                                                    | 2004 |
| Máximo ídolo extranjero junto a Enzo Francescoli de River Plate                                                                  | 2004 |
| Máximo goleador de la historia de la selección de fútbol de Chile                                                                | 2005 |
| Segundo máximo goleador de Universidad de Chile Apertura 2006                                                                    | 2006 |
| Segundo máximo goleador de Universidad de Chile Clausura 2006                                                                    | 2006 |
| Homenaje a la trayectoria por FIFA                                                                                               | 2007 |
| Segundo máximo goleador de Universidad de Chile Clausura 2007                                                                    | 2007 |
| "Hijo ilustre de Temuco" | 2008 |
| Segundo máximo goleador de Universidad de Chile Apertura 2008                                                                    | 2008 |
| Entrega de Camiseta Conmemorativa enmarcada con su nombre y número de 200 partidos jugados por Universidad de Chile              | 2008 |
| Máximo goleador de Universidad de Chile Clausura 2008                                                                            | 2008 |
| «Mejor Delantero de la Historia de Chile» por El Mercurio                                                                        | 2008 |
| 6.º máximo goleador histórico de Universidad de Chile en torneos de primera división                                             | 2008 |
| «Mejor Futbolista Chileno de la historia»                                                                                        | 2008 |
| Considerado el «Mejor Delantero de la historia de Chile» FIFA                                                                    | 2009 |
| Condecoración Orden del Libertador San Martín por Embajada Argentina                                                             | 2009 |
| Considerado el «Mejor Jugador de la historia de Chile» por periódico español 20 minutos                                          | 2010 |
| 10.º máximo goleador en la historia de SS Lazio en copas nacionales                                                              | 2010 |
| Considerado el «Mejor delantero de la historia de Chile» por La Segunda                                                          | 2011 |
| 6.º Mejor extranjero de la historia del fútbol argentino                                                                         | 2011 |
| Segundo máximo goleador histórico de Universidad de Chile en torneos internacionales                                             | 2011 |
| Considerado el «Máximo Ídolo Eterno» de River Plate en votación de hinchas por periódico español 20 minutos                      | 2012 |
| Considerado una de las «grandes leyendas en la historia» de SS Lazio                                                             | 2012 |
| Incluido dentro de los «Top 10 Mejores Goleadores de la Historia del Fútbol Sudamericano»                                        | 2013 |
| Mejor gol de todos los tiempos de la selección de fútbol de Chile en partido Inglaterra 0-2 Chile en 1998                        | 2013 |
| «7.º mejor futbolista sudamericano zurdo de la historia» (revista "Bleacher Report")                                             | 2013 |
| «Leyenda de América» por Marca.com                                                                                               | 2013 |
| Incluido en el «Once ideal de la historia» de Universidad de Chile en votación de hinchas por La Tercera                         | 2013 |
| Homenaje en Estadio de Wembley por Asociación Inglesa de Fútbol                                                                  | 2013 |
| Condecoración en recuerdo del partido Inglaterra vs Chile 1998                                                                   | 2013 |
| Premiado con galardón "Excelente participación" en partido Inglaterra vs Chile 1998 por Asociación Inglesa de Fútbol             | 2013 |
| Incluido en el «Once ideal histórico de la Selección de Fútbol de Chile»                                                         | 2013 |
| Homenaje a la trayectoria en River Plate por Diario Olé                                                                          | 2013 |
| Mejor gol de la historia de la selección de fútbol de Chile en partido Inglaterra 0-2 Chile 1998 por La Tercera                  | 2014 |
| Segundo jugador en la historia de River Plate en ser elegido el Mejor jugador de América (año 1997)                              | 2014 |
| Homenaje a la trayectoria por ESPN                                                                                               | 2014 |
| Incluido en el once ideal de la historia de Chile por Conmebol                                                                   | 2015 |
| Incluido en el mejor equipo chileno de todos los tiempos por El Mercurio                                                         | 2015 |
| Tercer máximo goleador extranjero de la historia de River Plate                                                                  | 2015 |
| 2.º máximo goleador de la historia de las Clasificatorias Conmebol para la Copa Mundial de Fútbol                                | 2015 |
| Incluido dentro de las 50 mejores figuras históricas de Universidad de Chile por AS.com                                          | 2016 |
| Tercer máximo goleador extranjero histórico de River Plate en torneos internacionales (14 goles)                                 | 2016 |
| 4.º mejor delantero de Sudamérica de la década de 1990                                                                           | 2016 |
| Homenaje en su visita a Turín por Juventus                                                                                       | 2016 |
| Incluido en el once ideal de la historia de Chile                                                                                | 2016 |
| Incluido dentro de los 10 jugadores que han marcado la historia de Universidad de Chile                                          | 2016 |
| Gol partido Inglaterra 0-2 Chile 1998 entre los mejores de la historia del Estadio de Wembley                                    | 2016 |
| Entrega de Camiseta Conmemorativa N.º 9 en homenaje de SS Lazio                                                                  | 2017 |
| Homenaje a la trayectoria por SS Lazio                                                                                           | 2017 |
| Nombrado embajador de la final de la Copa Italia                                                                                 | 2017 |
| Incluido en el once ideal histórico de la selección de fútbol de Chile                                                           | 2017 |
| Incluido dentro de los 100 extranjeros más emblemáticos que pasaron por el fútbol argentino                                      | 2017 |
| Incluido dentro de los mayores referentes históricos de Universidad de Chile                                                     | 2017 |
| Top 4.º Máximo goleador en la historia de Universidad de Chile por Goal.com                                                      | 2017 |
| Incluido dentro de los mejores 50 futbolistas de la historia representativos de cada país por These Football Time (The Guardian) | 2017 |
| «Mejor gol de cabeza» de la historia del Calcio Italiano en partido SS Lazio vs AC Milán temporada 1999/2000 por The Guardian    | 2017 |
| 21.º Mejor gol de la historia del Calcio Italiano en partido SS Lazio vs AC Milán temporada 1999/2000 por The Guardian           | 2017 |
| Incluido dentro de los mejores futbolistas de la historia de la SS Lazio                                                         | 2017 |
| Homenaje a la trayectoria por River Plate                                                                                        | 2017 |
| Incluido en el once ideal de todos los tiempos de Universidad de Chile por El Mercurio                                           | 2018 |
| Incluido dentro de las 117 figuras más destacadas de los 117 años de River Plate por el Clarín                                   | 2018 |
| Incluido dentro de los 30 mejores jugadores de la historia de River Plate por Goal.com                                           | 2018 |
| Segundo mejor jugador de la historia de River Plate de la década de 1990 por Goal.com                                            | 2018 |
| Incluido en el once ideal histórico de River Plate                                                                               | 2018 |
| 3.⁰ mejor gol en toda la historia de la Copa Libertadores de América                                                             | 2018 |
| Top 1.º grandes "héroes" de la SS Lazio por UEFA                                                                                 | 2018 |
| Leyenda de Champions League por UEFA                                                                                             | 2018 |
| Considerado "Leyenda" de SS Lazio por UEFA                                                                                       | 2019 |
| Incluido dentro de los «50 grandes futbolistas Sudamericanos de todos los tiempos», ocupando el puesto 27.⁰                      | 2019 |
| Homenaje a la trayectoria por El Gráfico                                                                                         | 2019 |
| Incluido en el banquillo del once ideal histórico de la SS Lazio                                                                 | 2019 |
| Tercer máximo goleador extranjero de la historia de River Plate                                                                  | 2019 |

| Predecesor: José Luis Chilavert | Anexo:Futbolista del año en Sudamérica 1997                  | Sucesor: Martín Palermo    |
| Predecesor: Romário             | Mejor Delantero de América 1996 1997                         | Sucesor: Martín Palermo    |
| Predecesor: José Luis Chilavert | Futbolista Argentino del Año 1997                            | Sucesor: Gabriel Batistuta |
| Predecesor: Carlos Caszely      | Máximo goleador de la selección de fútbol de Chile 1998-2000 | Sucesor: Iván Zamorano     |
| Predecesor: Iván Zamorano       | Máximo goleador de la selección de fútbol de Chile 2005-2017 | Sucesor: Alexis Sánchez    |

### Capitán de Universidad de Chile
| Predecesor: Johnny Herrera | Capitán de Universidad de Chile 2005-2006 | Sucesor: Miguel Pinto |
| Predecesor: Miguel Pinto   | Capitán de Universidad de Chile 2007-2008 | Sucesor: Miguel Pinto |

## Marcas y logros importantes

### Selección Chilena de Fútbol
- Máximo goleador histórico de la Selección Chilena (absoluta y olímpica) con 45 goles en 77 partidos oficiales, con un promedio de 0,58 goles por partido.
- Máximo goleador de la Selección Chilena en toda la historia de las Copas del Mundo, con 4 goles en 4 partidos (Dos a Italia, Austria y Brasil) 100% de efectividad.
- Máximo goleador de la Selección Chilena en fase de grupos de una Copa del Mundo, con 3 goles en 3 partidos (Dos a Italia y Austria) 100% de efectividad.
- Máximo goleador de la Selección Chilena en la historia en todas las ediciones de las Clasificatorias Sudamericanas desde Suiza 1954 a Rusia 2018 marcado 18 goles en 32 partidos.
- Máximo goleador de la Selección Chilena en todas las ediciones de las Clasificatorias Sudamericanas desde Suiza 1954 a Rusia 2018 marcando 11 goles (sin penales), en clasificatorias a Francia 1998.
- Máximo goleador de la Selección Chilena en anotar triplete en partidos de las Clasificatorias Sudamericanas, marcando 3 goles frente a Colombia y Perú.
- Máximo goleador de la Selección Chilena Olímpica en toda la historia con 8 goles en 7 partidos.
- Incluido en la galería de las 10 máximas figuras de la Copa del Mundo de Francia 1998 jugando por la selección chilena de Fútbol.
- Uno de los 20 máximos goleadores históricos Sudamericanos en Copas del Mundo del siglo XX.
- Uno de los 40 máximos goleadores históricos Sudamericanos en Copas del Mundo desde Uruguay 1930 a Rusia 2018.
- Uno de los 70 máximos goleadores de la historia en Copas del Mundo del siglo XX.
- Uno de los 100 máximos goleadores de todos los tiempos en Copas del Mundo desde Uruguay 1930 a Rusia 2018.
- Máximo goleador de la Selección Chilena en una edición de la Copa del Mundo de Fútbol, Francia 1998 (4 goles)
- Considerado uno de los mejores debut en la Selección Chilena de Fútbol anotando su primer gol a los ocho minutos, habiendo ingresado en el minuto 66 de partido, en el empate 3-3 frente a la Selección de Argentina.
- Futbolista chileno más joven en llevar la cinta de capitán de su selección en partidos oficiales con 22 años de edad y 8 meses, hecho que ocurrió el 12 de octubre de 1997 en un partido de las Clasificatorias rumbo a la Copa Mundial de Fútbol de Francia 1998, en ese partido la Selección Chilena venció a Perú por 4-0 con 3 goles suyos, partido disputado en el estadio Nacional.
- Considerado el mejor debut en la Selección Chilena de Fútbol en Copas del Mundo, al marcar 2 goles frente a Italia en Francia 1998.
- Máximo futbolista en anotar más triplete por la selección chilena 4 (2 por la absoluta y 2 por la olímpica).
- Único futbolista chileno en la historia en integrar el equipo ideal de una fase de grupos en una Copa del Mundo.
- Único futbolista chileno en la historia en ser el tercer goleador (compartido) de una Copa del Mundo.
- Considerado el Mejor gol de la historia de la Selección Chilena en partido Inglaterra 0-2 Chile jugado en Wembley en 1998.
- Único futbolista Sudamericano en la historia en ser condecorado y premiado con galardón por su Excelente Participación en partido Inglaterra vs Chile de 1998 por la Asociación Inglesa de Fútbol en 2013.
- Considerado el mejor delantero de la historia de la Selección Chilena.
- Considerado el mejor jugador de la historia de la Selección Chilena junto a Elías Figueroa.
- Incluido en el once ideal histórico de la Selección Chilena.

### Universidad de Chile F.C.
- Mejor debut en la historia de un clásico contra Colo-Colo al anotar 3 goles en el triunfo de Universidad de Chile 4 a 1 del año 1994.
- Mejor debut en toda la historia en Universidad de Chile en su primer año de titular, temporada 1994 al marcar 41 goles (27 en campeonatos nacionales, 12 en Copa Chile y 2 en Copa Conmebol).
- Mejor debut en toda la historia en el fútbol chileno en su primer año como titular al anotar 43 goles (42 por Universidad de Chile y 1 por la selección chilena).
- Cuarto máximo goleador de la historia de Universidad de Chile en todas las competiciones con 113 goles.
- Sexto máximo goleador de la historia de Universidad de Chile en Campeonatos nacionales con 87 goles.
- Segundo máximo goleador en la historia de Universidad de Chile en torneos internacionales con 12 goles.
- Máximo goleador en la historia de Universidad de Chile en Copa Libertadores con 10 goles.
- Séptimo máximo goleador en la historia de Universidad de Chile en Copa Chile con 14 goles.
- Máximo goleador de Universidad de Chile en el campeonato nacional temporada 1994 con 27 goles.
- Autor del gol más importante en disputa del título de 1994, en el triunfo 1 a 0 de Universidad de Chile sobre Universidad Católica por la 27.ª fecha del campeonato.
- Máximo goleador de Universidad  de Chile en Copa Chile en la temporada 1994 con 12 goles.
- Máximo goleador de Universidad de Chile en el campeonatos nacional temporada 1995 con 17 goles.
- Máximo goleador de Universidad de Chile en Copa Libertadores temporada 1995 con 5 goles.
- Máximo goleador de Universidad de Chile en Copa Libertadores temporada 1996 con 5 goles.
- Tercer máximo goleador de Universidad de Chile en el campeonato nacional temporada 1996.
- Segundo máximo goleador de Universidad de Chile en el Torneo de Apertura 2006 con 8 goles.
- Segundo máximo goleador de Universidad de Chile en el Torneo de Clausura 2006 con 5 goles.
- Segundo máximo goleador de Universidad de Chile en el Torneo de Clausura 2007 con 8 goles.
- Segundo máximo goleador de Universidad de Chile en el Torneo de Apertura 2008 con 5 goles.
- Tercer máximo goleador de la historia de Universidad de Chile en clásicos universitarios con 9 goles.
- Quinto máximo goleador de la historia de Universidad de Chile en superclásicos con 7 goles.
- Único jugador en la historia de Universidad de Chile en anotar un triplete frente al resto de "equipos grandes del fútbol chileno" (4-1 a Colo-Colo 1994, 4-2 a Cobreloa 1994 y 4-1 a Universidad Católica 1995).
- Primer jugador en la historia de Universidad de Chile en integrar el Equipo Ideal de América en 1996 (desde su primera edición en 1986).
- Incluido en el once ideal histórico del club Universidad de Chile en 2013.
- Incluido dentro de las 50 mejores figuras históricas del club Universidad de Chile en 2016.
- Incluido dentro de los 10 mejores jugadores que han marcado la historia de Universidad de Chile ocupando el 3.eɽ lugar en 2016.

### C.A. River Plate
- Considerado el mejor debut de un futbolista extranjero en River Plate, tras ingresar desde el banco y anotar un gol en el clásico frente a Boca Juniors en 1996.
- Autor de dos goles en el triunfo 3 a 0 de River Plate sobre Vélez Sarsfield dándole el título de Apertura 1996 a su equipo.
- Segundo máximo goleador de River Plate en el torneo de Apertura 1996.
- Cuarto delantero en la historia de River Plate en integrar el Equipo Ideal de América en el año 1996 (desde su primera edición en 1986).
- Máximo goleador de River Plate en el torneo de Apertura 1997.
- Segundo futbolista no argentino en la historia de River Plate en ser elegido el Mejor Futbolista del año en Argentina en 1997.
- Máximo goleador de River Plate en la temporada 1997/98.
- Primer delantero en la historia de River Plate en ser elegido el Mejor Jugador de América en el año 1997 (desde su primera edición en 1986).
- Segundo jugador en la historia de River Plate en ser elegido el Mejor Jugador de América en el año 1997 (desde su primera edición en 1986).
- Máximo goleador de River Plate en la Supercopa Sudamericana edición 1997.
- Máximo goleador de River Plate en la historia de una edición de la Supercopa Sudamericana (desde su primera edición en 1988).
- Autor del gol de River Plate en la igualdad 1 a 1 frente a Argentinos Juniors que consagró campeón a su equipo en el Clausura 1997.
- Autor de los dos goles de River Plate en el triunfo 2 a 1 sobre São Paulo en la final de la Supercopa Sudamericana dándole el único trofeo que le faltaba a River Plate en su palmarés en toda su historia.
- Único futbolista en la historia de River Plate en ser elegido el mejor jugador de la Supercopa Sudamericana.
- Único futbolista de River Plate incluido en el top 50 del Balón de Oro año 1998 ocupando el 32.º lugar.
- Único futbolista de River Plate en la historia en ser nominado al Balón de Oro de la FIFA.
- Único futbolista de River Plate incluido en el top 20 del premio FIFA World Player al mejor jugador del mundo el año 1997 ocupando el 12.º lugar.
- Único futbolista de River Plate incluido en el top 10 del premio FIFA World Player al mejor delantero del mundo el año 1997 ocupando el 6.º lugar.
- Único futbolista de River Plate en la historia en ser nominado al premio FIFA World Player.
- Tercer máximo goleador extranjero histórico de River Plate en todas las competiciones.
- Tercer máximo goleador extranjero histórico de River Plate en torneos internacionales.
- Tercer máximo goleador extranjero histórico de River Plate en clásicos frente a Boca Juniors.
- Único futbolista extranjero junto a Enzo Francescoli en integrar la lista de los 20 ídolos más destacados en la historia de River Plate el año 2004.
- Considerado el máximo ídolo eterno de River Plate en votación de hinchas el año 2012.
- Incluido en el top 10 de los mejores goleador extranjero de la historia de River Plate ocupando el 3.eɽ lugar.
- Incluido dentro los 100 mejores futbolistas extranjeros que jugaron en el fútbol argentino año 2017.
- Incluido dentro de las 117 figuras más destacadas de los 117 años de River Plate año 2018.
- Segundo mejor futbolista de la historia de River Plate en la década de 1990.
- Incluido en el once ideal histórico de todos los tiempos de River Plate.
- Elegido el mejor jugador chileno de todos los tiempos en la historia de la Liga de Fútbol Profesional de Argentina jugando por River Plate.

### S.S. Lazio
- Mejor debutante en la historia del fútbol Italiano Serie A temporada 1998-99 jugando por la SS Lazio.
- Único jugador chileno en la historia en ganar dos torneos internacionales de la UEFA jugando por la SS Lazio (Recopa de Europa de la UEFA y Supercopa de Europa).
- Goleador absoluto de la Supercopa de Europa en el triunfo de la Lazio frente al Manchester United en la final 1 a 0 de la edición 1999 consiguiendo el equipo su primera y única Supercopa de Europa en toda la historia.
- Único jugador chileno ganador de la Recopa de Europa de la UEFA jugando por la SS Lazio.
- Único jugador chileno ganador de la Supercopa de Europa jugando por la SS Lazio.
- Máximo goleador de la SS Lazio jugando el Campeonato italiano Serie A año 1998-99.
- Máximo goleador de la SS Lazio de la temporada 1998-99.
- Autor del primer gol y debut goleador al minuto 2 de partido en el triunfo de la SS Lazio 5 a 3 sobre el Inter de Milán temporada 1998-99.
- Autor de los dos goles de la SS Lazio en el triunfo 2 a 1 sobre Parma por la última fecha de la Serie A en disputa del título temporada 1998-99.
- Máximo goleador de la SS Lazio en la Recopa de Europa de la UEFA edición 1999.
- Segundo máximo goleador de la Recopa de Europa de la UEFA edición 1999.
- Máximo goleador de la SS Lazio en la Supercopa de Europa edición 1999.
- Segundo máximo goleador de la Copa Italia temporada 1998-99.
- Máximo goleador de la SS Lazio en la Copa Italia temporada 1998-99.
- Primer futbolista chileno en la historia en ser campeón y goleador del equipo de la Copa Italia.
- Máximo goleador de la SS Lazio jugando el Campeonato Italiano Serie A 1999-00.
- Primer futbolista chileno en la historia en ser campeón y goleador del equipo en la Serie A.
- Primer futbolista chileno en la historia en ser campeón de la Supercopa de Italia.
- Primer futbolista chileno en la historia en ser campeón de la Recopa de Europa de la UEFA.
- Primer futbolista chileno en la historia en ser campeón de la Supercopa de Europa.
- Segundo máximo goleador de la SS Lazio en la UEFA Champions League temporada 1999-00
- Máximo goleador de la Supercopa de Europa edición 1999-00.
- Tercer máximo goleador de la SS Lazio jugando el Campeonato Italiano Serie A 2000-01.
- Tercer máximo goleador de la SS Lazio en Copa Italia temporada 2000-01.
- Quinto goleador histórico de la SS Lazio en torneos de la UEFA.
- Sexto goleador histórico de la SS Lazio en torneos internacionales.
- Décimo goleador histórico de la SS Lazio en copas italianas.
- Autor del gol del título de la SS Lazio frente al Manchester United en el 1 a 0 en la final de la Supercopa de Europa consiguiendo el equipo su primera y única supercopa en toda la historia.
- Único futbolista de la SS Lazio en integrar la Selección Resto del Mundo el año 1998.
- Uno de los tres futbolista de la SS Lazio incluidos en el top 50 del Balón de Oro año 1998 ocupando el 32.º lugar.
- Uno de cinco futbolistas de la SS Lazio incluidos en el top 50 del Balón de Oro año 1999 ocupando el 26.º lugar.
- Tercer máximo jugador Sudamericano goleador de la SS Lazio en la historia de Copa Italia.
- Segundo máximo jugador Sudamericano goleador de la SS Lazio en la historia de torneos internacionales.
- Incluido dentro de los top 25 mejores goles de cabeza en la historia del fútbol Italiano Serie A por The Guardian ocupando en 1.eɽ lugar con gol en partido de la SS Lazio 4 a 4 con AC Milán temporada 1999-00.
- Incluido dentro de los top 25 mejores goles de la historia en el fútbol italiano Serie A por The Guardian ocupando el 21.eɽ lugar con gol de cabeza en partido SS Lazio vs AC Milán temporada 1999-00.
- Incluido dentro de los grandes héroes de la SS Lazio por UEFA ocupando el 1.eɽ lugar.
- Incluido en el once ideal histórico de la SS Lazio.
- Elegido el mejor jugador chileno de todos los tiempos en la historia de la Liga de Fútbol Profesional de Italia jugando por la SS Lazio.

### En el Fútbol
- Primer delantero chileno en la historia en integrar el Equipo Ideal de América jugando por Universidad de Chile y River Plate el año 1996.
- Único futbolista chileno en jugar la Copa Intercontinental con un equipo extranjero (River Plate) en 1996.
- Primer futbolista chileno en la historia en ser elegido el Mejor Jugador de América en el año 1997 (desde su primera edición en 1986 organizada por el diario El País de Uruguay).
- Único delantero chileno de la historia en integrar dos años seguidos el Equipo Ideal de América, en los años 1996 y 1997.
- Único futbolista chileno en la historia en ser elegido el Mejor Delantero de América dos años seguidos en 1996 y 1997.
- Único futbolista chileno en la historia en integrar el equipo ideal del fútbol argentino dos años consecutivos en 1996 y 1997.
- Cuarto futbolista no argentino en la historia en ser elegido el Mejor Futbolista del año en Argentina en 1997.
- Único deportista no argentino en la historia en ser premiado con la Olimpia de Plata.
- Único futbolista chileno en la historia en ser premiado con la Olimpia de Plata en el fútbol argentino.
- Único delantero chileno en la historia en recibir el Balón de Oro al Mejor Jugador de  América en 1997.
- Único futbolista chileno en la historia en ser elegido el mejor jugador de la Supercopa Sudamericana.
- Único futbolista chileno en la historia en ser campeón de la Supercopa Sudamericana.
- Único futbolista chileno en la historia en ser tricampeón en el fútbol argentino, ganando el Apertura 1996, Clausura 1997 y Apertura 1997.
- Único futbolista chileno en la historia en ganar cinco títulos en el fútbol argentino, Apertura 1996, Clausura 1997, Apertura 1997, Supercopa Sudamericana 1997 y Clausura 2004.
- Único futbolista sudamericano en la historia jugando en Sudamérica en ser nominado al Balón de Oro de la FIFA.
- Único futbolista chileno en la historia jugando en Sudamérica en ser nominado al Balón de Oro de la FIFA.
- Único delantero chileno en la historia jugando en Sudamérica en ser nominado al Balón de Oro de la FIFA.
- Único futbolista sudamericano de la historia jugando en Sudamérica en ser nominado al premio FIFA World Player al mejor jugador del mundo.
- Único futbolista chileno de la historia jugando en Sudamérica en ser nominado al premio FIFA World Player al mejor jugador del mundo.
- Mejor debutante en la historia del fútbol Italiano Serie A 1998-99.
- Único futbolista mundial en la historia en ser el exclusivo goleador de su equipo en las finales internacionales de Sudamérica y Europa (marcado los dos goles de River Plate en la final 2-1 sobre São Paulo por la Supercopa Sudamericana 1997 y al marcar el gol de SS Lazio 1-0 sobre Manchester United en la final de la Supercopa de Europa 1999).
- Mejor gol de cabeza en la historia del fútbol Italiano Serie A en partido de SS Lazio 4 a 4 con AC Milán Serie A 1999-00.
- Único futbolista chileno en la historia junto a Elías Figueroa en ser incluido en el top 35 de los Mejores Jugadores Sudamericanos del Siglo XX por IFFHS ocupando el 31.º lugar.
- Único delantero chileno en la historia en ser incluido en el top 20 de los Mejores Delanteros Sudamericanos del Siglo XX por IFFHS ocupando el 19.º lugar.
- Único futbolista chileno en la historia en ser incluido en el top 3 de los Mejores Delanteros Sudamericanos de la década de 1990 por IFFHS ocupando el 3.º lugar en el podio junto a los brasileños Ronaldo y Romario.
- Segundo máximo goleador Sudamericano en la historia en todas las ediciones de las Clasificatorias Sudamericanas desde Suiza 1954 a Rusia 2018 marcando 18 goles en 32 partidos.
- Único futbolista chileno en la historia en ganar tres títulos internacionales en clubes siendo protagonista (Supercopa Sudamericana 1997, Recopa de Europa 1998-99 y Supercopa de Europa 1999).
- Único futbolista chileno en la historia en jugar siete finales de torneos internacionales en clubes (Copa Intercontinental 1996, Supercopa Sudamericana 1997, Recopa Sudamericana 1997, Recopa de Europa 1998-99, Supercopa de Europa 1999, Liga de Campeones de la UEFA 2002-2003 y Copa Sudamericana 2003).
- Único futbolista extranjero en la historia del fútbol  argentino en ser condecorado con la Orden del Libertador San Martín en 2009.
- Único futbolista chileno en la historia en integrar el top 10 de mejores jugadores extranjeros de todos los tiempos en el fútbol argentino ocupando el 6.º lugar el año 2011.
- Incluido dentro de los top 10 mejor goleadores de la historia del fútbol sudamericano el año 2013.
- Mejor gol de todos los tiempos de la Selección Chilena en partido Inglaterra 0-2 Chile jugado en Wembley en 1998.
- Único futbolista chileno incluido en el top 10 de los mejores futbolistas sudamericanos zurdos de la historia ocupando el 7.º lugar.
- Único futbolista Sudamericano en la  historia en ser homenajeado en el Estadio de Wembley por la Asociación Inglesa de Fútbol el año 2013.
- Único futbolista Sudamericano en la historia en ser condecorado y premiado con galardón por su Excelente Participación en partido Inglaterra vs Chile de 1998 por la Asociación Inglesa de Fútbol en 2013.
- Incluido en el top 8 de los mejores delanteros de Sudamérica en la década de 1990 ocupando el 4.º lugar.
- Primer gol del partido Inglaterra 0-2 Chile de 1998 entre los mejores goles de la historia marcados en el Estadio de Wembley.
- Único futbolista chileno incluido dentro de los top 50 mejores jugadores de la historia mundial representativos de cada país por These Football Times (The Guardian) año 2017.
- Único futbolista chileno en la historia en ser incluido dentro de los top 25 mejores goles de todos los tiempos en el fútbol italiano Serie A por The Guardian ocupando el 21.er lugar con gol de cabeza en partido SS Lazio vs AC Milán temporada 1999-00 año 2017.
- Único futbolista chileno en la historia en ser incluido dentro de las 117 figuras más destacadas de los 117 años de River Plate año 2018.
- Único futbolista chileno en la historia en ser incluido en el once ideal de todos los tiempos en la Selección Chilena, Universidad de Chile, River Plate de Argentina y Lazio de Italia.

## Homenajes
En el año 2004 el club River Plate de Argentina homenajeó e inmortalizó la figura de Marcelo Salas con un retrato de la imagen del "Matador" en los camarines del Estadio Monumental de Núñez, siendo incluido dentro de los ídolos más destacados en la historia del club. Así mismo, en el año 2009, en la inauguración del museo del club argentino, los goles de Marcelo Salas aparecen retratados en vídeos e imágenes (los goles de los títulos del Apertura 1996, Clausura 1997, Apertura 1997, Supercopa Sudamericana 1997, entre otros), además de las camisetas y botines que usó Marcelo Salas mientras jugó en River Plate.
En el año 2013 recibió un homenaje de la Federación Inglesa de Fútbol en el Estadio de Wembley por su "excelente participación" en el partido de Inglaterra vs Chile del 11 de febrero de 1998. Donde su primer gol de ese encuentro está retratado en el museo de dicho estadio, como uno de los mejores goles de toda la historia anotados en el Estadio de Wembley.
El 8 de octubre de 2023, nuevamente River Plate homenajeó al delantero en la previa de su partido ante Talleres de Córdoba, entregándole una camiseta conmemorativa con el número 11 y aplausos por parte de los asistentes al Estadio Monumental.

### Homenaje de jugadores
Larga es la lista de personajes públicos que tiene de ídolo al "Matador" donde varios de ellos han decidido homenajear a Marcelo Salas imitando su típica celebración tras anotar un gol: rodilla al suelo, cabeza inclinada y un brazo apuntando el cielo. Entre los jugadores que tienen de ídolo a Salas se destacan:
Futbolistas
- Alexis Sánchez
- Arturo Vidal
- Charles Aránguiz
- David Pizarro
- David Trezeguet
- Eduardo Vargas
- Gastón Fernández
- Gonzalo Higuaín
- Humberto Suazo
- Javier Saviola
- José Luis Villanueva
- Marcelo Díaz
- Marcelo Larrondo
- Mauricio Isla
- Pablo Aimar
- Santiago Solari
- Carla Guerrero
- Christiane Endler
- Camila Pavez
- Santiago Colombatto

Golfista
- Nicole Perrot

Tenistas
- Guillermo Coria
- Facundo Bagnis
- Federico Coria
- Felipe Arévalo

### Homenajes del mundo de la música
El 16 de octubre de 1997, Jay Kay, vocalista de la banda inglesa Jamiroquai, homenajeó a Marcelo Salas, en su presentación junto a la banda en el Teatro Caupolicán, vistiendo la camiseta tradicional número 11 de Salas donde celebró como el Matador en el escenario
El 11 de febrero de 1998 se presentó en Chile por primera vez la banda irlandesa U2. Ese día el vocalista y líder Bono salió al escenario del Estadio Nacional junto al resto de integrantes vistiendo la camiseta número 11 de Marcelo Salas, donde a la vez se exhibían en una pantalla gigante los goles de Salas jugando por Chile contra Inglaterra en el Estadio de Wembley.

## Comentarios
" Marcelo Salas es el mejor delantero del mundo. Cabecea bien, se tira atrás, toca una pared y la va a buscar, mete un pase gol, corretea a los centrales adversos y después tiene el don de los elegidos para definir. Es mejor que Ronaldo."
Reinaldo Merlo

" Marcelo Salas es el mejor delantero del mundo, por encima de Ronaldo y Batistuta."
Iván Zamorano

" Hay que destacar que Ronaldo se impulso en Europa, pero desde el punto de vista técnico a Marcelo Salas no le falta nada para imitarlo. Es más, en el juego aéreo es superior."
Daniel Passarella

" Salas es veloz, potente y cuenta con mucha riqueza técnica. También tiene buen dominio del balón y es capaz de intercambiar posiciones con los compañeros en el área."
Daniel Passarella

" Marcelo tiene una tranquilidad increíble, está en el momento justo y es uno de los mejores jugadores que a mí me enloquece porque mira el arco siempre antes de rematar. Eso es impagable."
Enzo Francescoli

" Es un orgullo haber compartido con uno de los mejores jugadores del mundo en su puesto."
Enzo Francescoli

" El Manchester United es uno de los equipos más importantes del mundo y si he viajado a Chile es porque hay algo muy serio. Salas es un gran jugador, que marca goles muy hermosos."
Alex Ferguson

" Para Santos me gusta más Salas que Zamorano, porque Salas tiene más clase que Zamorano. Puede tirarse más atrás, tiene más juego, no es solamente el gol. Salas tiene más técnica. Y a mí me gustan esos delanteros."
Pelé

" Por ahí hay veces en que no se sabe reconocer, pero Marcelo yo creo que es un referente para todos los jugadores que estuvimos en Europa y para todos los que hicimos algo afuera de nuestros países."
Diego Maradona

" Marcelo es un referente muy grande y muy bueno, y aparte lo quiero muchísimo porque siempre se ha comportado 10 puntos conmigo. Ojalá tenga un gran futuro y siga tan buen tipo como es, y que le dé mucho todavía al fútbol chileno."
Diego Maradona

" Lo mejor del Calcio. Está advirtiendo de que al goleador de Temuco hay que tratarlo con cuidado y respeto dentro de la cancha. Frío, certero, ubicuo. Un goleador impactante, que se las ingenia para saltar por detrás de un marcador más alto para definir de manera impecable con un cabezazo."
Cesare Maldini

" Yo me quedo con jugadores como Marcelo Salas: el perfil bajo, el gesto autero, el espectáculo."
Jorge Valdano

" Salas demostró ser un gran jugador y un gran goleador, doble condición que tienen sólo contados futbolistas en el mundo."
Héctor Vega Onesime

" Con Marcelo era espectacular jugar, porque es un excelente jugador. Desafortunadamente no jugamos mucho juntos, pero lo admiré en la Copa del Mundo de Francia cuando jugó contra nosotros."
Alessandro Del Piero

" En vista de los resultados que obtenía, Salas inventó acciones que parecieron de Maradona, como sus goles a Vélez Sarsfield o una jugada frente a Vasco Da Gama."
Luis Urrutia O'Nell

" Fue uno de los grandes jugadores del mundo."
Carlos Valderrama

" Este niño es espléndido. Fue bueno al tiro, no hubo que esperarlo nada. Nunca pasó por el estadio de la promesa. Pasó desde el desconocimiento de su existencia a gran figura, sin escalas intermedias."
Sergio Livingstone

" No habrá otro delantero como Marcelo Salas. Hay que recordar el gol que le hizo a Inglaterra, cómo controló, cómo definió."
Humberto Cruz

" Marcelo Salas era un jugador muy completo en términos ofensivos. Con él en la delantera tenías asegurada una cuota goleadora."
Alberto Fouillioux

" El 'Matador' pudo haber jugado en cualquier época del fútbol, por la técnica exquisita que tenía."
Juan Carlos Letelier

" El desmarque de Marcelo Salas ante los defensas era realmente impresionante."
Manuel Muñoz

" Llegué a la Lazio el año 2000. Y no tuve un comienzo fácil, no me salía nada. En ese tiempo, Marcelo Salas estuvo muy cerca de mí, me ayudó muchísimo, me aconsejó, me tranquilizó. Recién después de cuatro meses me empezaron a salir los goles. Él era muy generoso, y si fui goleador en esa temporada en gran parte gracias a sus pases y movimientos."
Hernán Crespo

" Jugué con él un par de temporadas y era un jugador impresionante. Es natural que uno sienta tristeza, porque su vida deportiva cambió cuando se lesionó la rodilla en Juventus. Luego retornó a Argentina, pero no ha vuelto a ser el de antes, el 'Matador' que todos conocimos."
Alessandro Nesta

" Marcelo Salas no nació siendo el mejor futbolista de Chile, cada día se levantaba más temprano que sus compañeros para jugar fútbol. Pocos años después esas aptitudes le ayudarían a ser el líder goleador en el Mundial de Francia 1998."
Michelle Obama

" Mi ídolo de chico, el Matador... el más grande"
Gastón Fernández

" Lo he expresado a lo largo de mi carrera, Marcelo Salas es mi ídolo desde pequeño, así que es un honor vestir una camiseta que vistió un jugador tan importante para mi carrera"
Gastón Fernández

" Logo en honor a un ídolo que dejó una marca muy grande en los hinchas del más grande. Gracias 'Matador' por tantas alegrías."
Guillermo Coria

" Marcelo es realmente un fuera de serie que brinda algo más de lo que uno espera de un compañero de ataque: me da estímulos goleadores, además es un colaborador imprescindible para el resto de un plantel donde nadie se siente titular."
David Trezeguet

" Marcelo Salas representa, sobre todo en mi caso, un jugador que lo he tenido como ídolo, cuando jugaba en Argentina, cuando jugaba en River Plate equipo del cual soy hincha, y bueno, después con los años tener la posibilidad de haber jugado con él en Italia, para mí fue una enorme satisfacción."
David Trezeguet

" Yo estaba de vacaciones, pero esto no fue un sacrificio; tomé el avión porque era mi ídolo de juventud y cumplí el sueño de jugar con él. Lo mejor de todo es que terminamos siendo muy amigos."
David Trezeguet

" En aquel River que yo vi con ojos de niño estaban Francescoli, Crespo y Marcelo Salas. Un poco a todos ellos. Y en Europa miraba mucho a Ronaldo. Me quedo con todos ellos."
Gonzalo Higuaín

" En nuestro país tenemos poca memoria, sobre todo con la gente que ha entregado mucho al deporte. En este caso como es Marcelo Salas, se tiende a olvidar rápido a ciertos ídolos. Hay poco respeto para alguien que bien o mal defendió tus colores."
David Pizarro

" A Marcelo lo tengo entre mis cinco mejores atacantes con los que pude jugar en mi carrera"
David Pizarro

" Valió la pena estar aquí, porque no todos pueden decir que estuvieron en la despedida de un grande como Marcelo. Yo le agradezco por todo lo que le dio al fútbol chileno."
David Pizarro

" Es triste cuando un jugador como él deja el fútbol. Marcelo Salas se ha lesionado mucho y eso lo perjudicó, porque es un delantero de gran calidad. La falta de continuidad lo perjudicó, más que a muchos jugadores de su nivel."
Zinedine Zidane

" Salas ha sido y sigue siendo un grandísimo jugador. Para Chile será una tremenda pérdida, porque él le dio muchas tardes de alegría a su país y de buen fútbol al mundo."
Raúl González

" Es una verdadera tristeza para los que queremos el fútbol. Salas ha sido un jugador notable. Será difícil reemplazarlo."
Kaká

" A mí me encantaba el Matador Salas. Era un jugador que tenía esa picardía dentro del área que a mí me gustaba, de jugador pícaro, de jugador inteligente."
Mauro Camoranesi

" Yo lo adoraba. Fue un crack, poco reconocido, pero fue un crack. Hacía cosas en el área que le vi hacer a pocos jugadores, como a Romário, por ejemplo."
Mauro Camoranesi

" El mejor centrodelantero de la historia de la Roja es el 'Matador' Salas, por su buena calidad que tenía siempre y a la hora de definir."
Humberto Suazo

" Marcelo Salas entra, olvidate. Fue un delantero descomunal, yo creo que Marcelo Salas se levantaba y estaba haciendo un gol en la casa."
Marcelo Benedetto

" Mi ídolo máximo es Marcelo Salas. Mi primera camiseta de fútbol que tuve fue la de River Plate"
Christiane Endler

" Marcelo Salas fue uno de los atacantes más complicados en mi carrera, una leyenda viviente"
José Luis Chilavert

" Marcelo Salas hizo que los hinchas de River siguiéramos a Chile"
Facundo Bagnis

" Es un gran delantero, un goleador nato, un peligro constante. Marcelo es un auténtico fenómeno, un monstruo. A cualquier equipo del mundo le viene bien. Ha marcado goles en Italia y eso demuestra lo que digo"
Pablo Aimar

" Hasta aquí, fue el mejor de lo que vi. Me despertó otras cosas, me motivó a ser futbolista. Fue el primero que yo vi que se iba junto a Iván (Zamorano). Por cosas de gustos, siempre me gustó Marcelo. Creo que es mi ídolo"
Jean Beausejour

" Me subieron al primer equipo el 2005, el año que volvió Matador. Fue un sueño, un orgullo. Cuando se presentó fue el mayor aprendizaje de mi vida. A mí no me conocía nadie y a él lo conocíamos todos (...) Iba a buscar la indumentaria al camarín de los profesionales, porque nos vestíamos en el de juveniles en el Caracol Azul. La cuestión es que voy a buscar la ropa, veo al Matador y me dice ahí mismo. ¿Sabes qué me dice? Le doy la mano y me dice ‘mucho gusto, Marcelo es mi nombre’. Yo pensé ‘qué te presentai, CTM, si eres mi ídolo’. Ser tan humilde siendo una persona así fue un gran aprendizaje"
Marcelo Díaz